# Oost-Vlaanderen

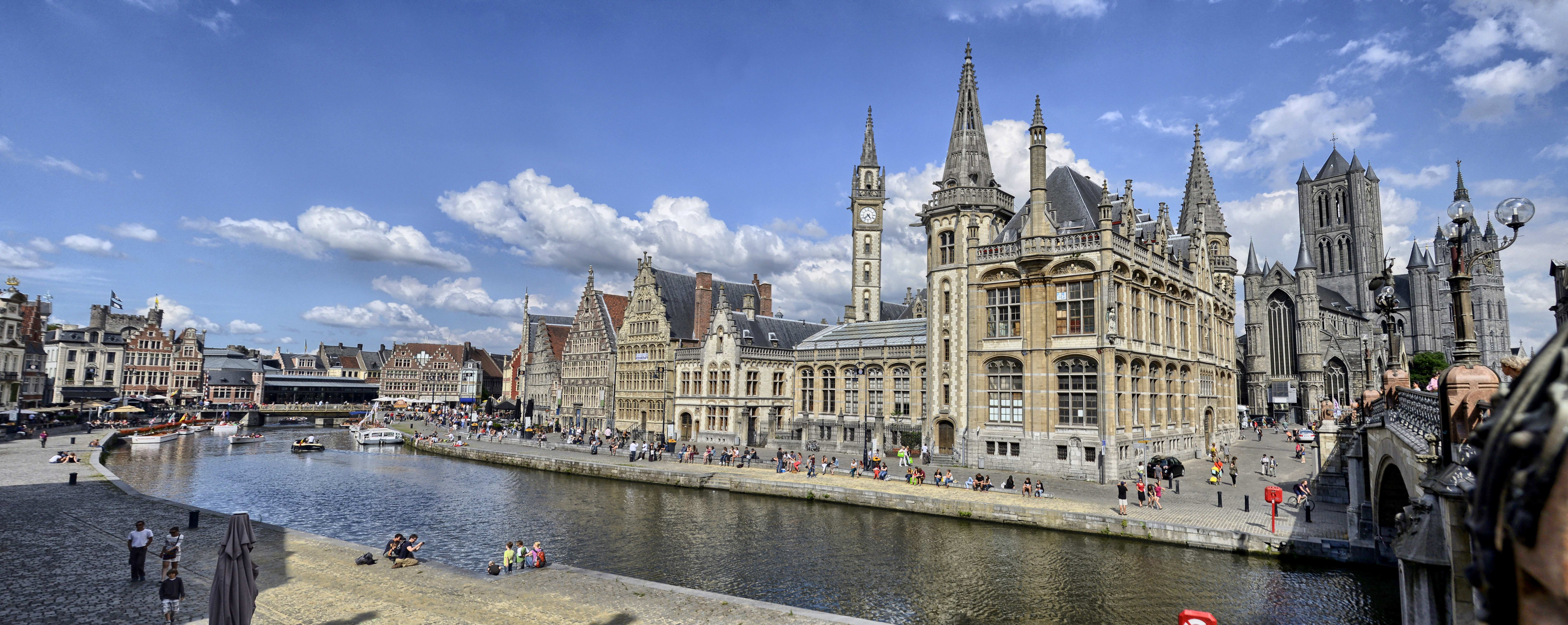
Uitzicht op Gent vanop de Sint-Michielsbrug.

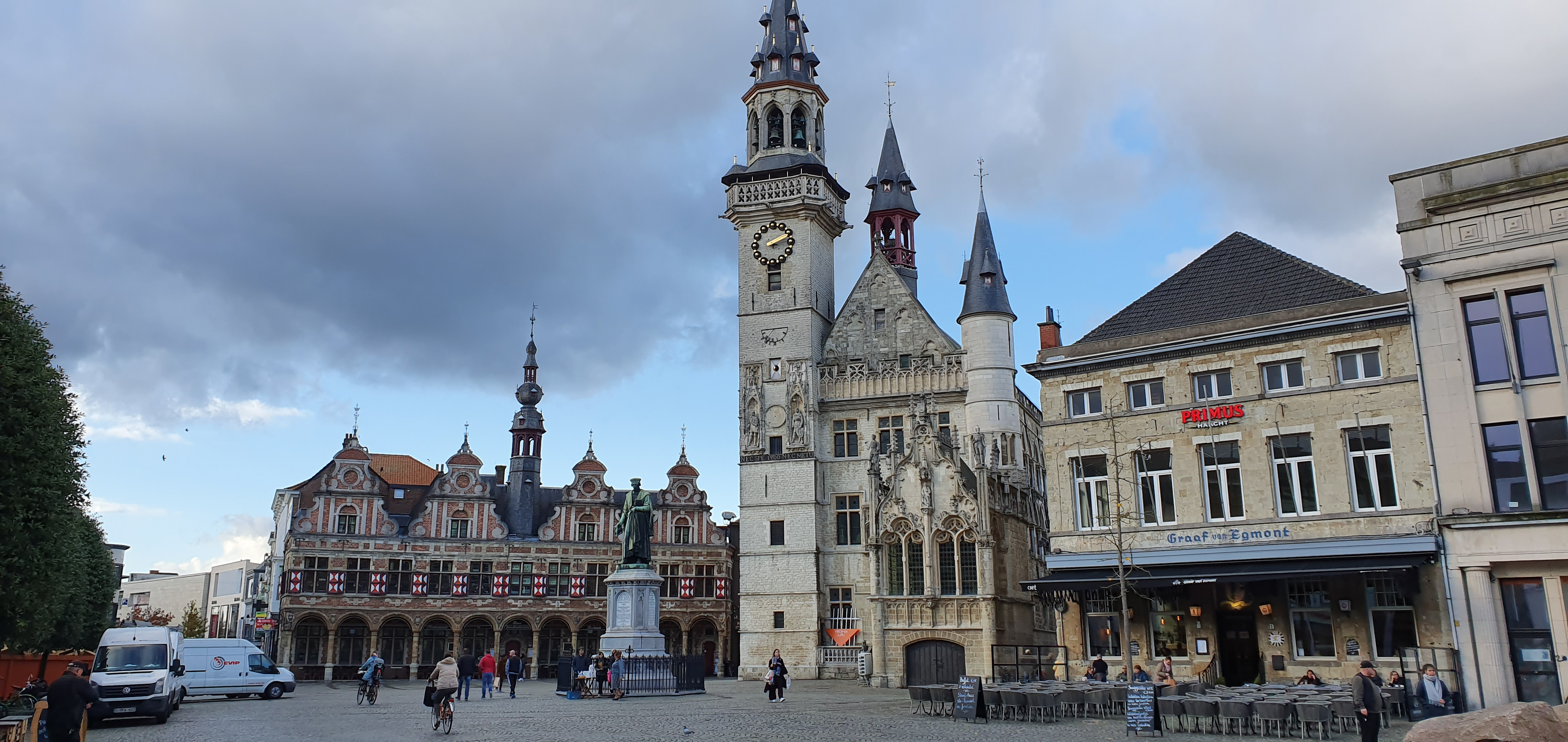
Het Belfort van Aalst

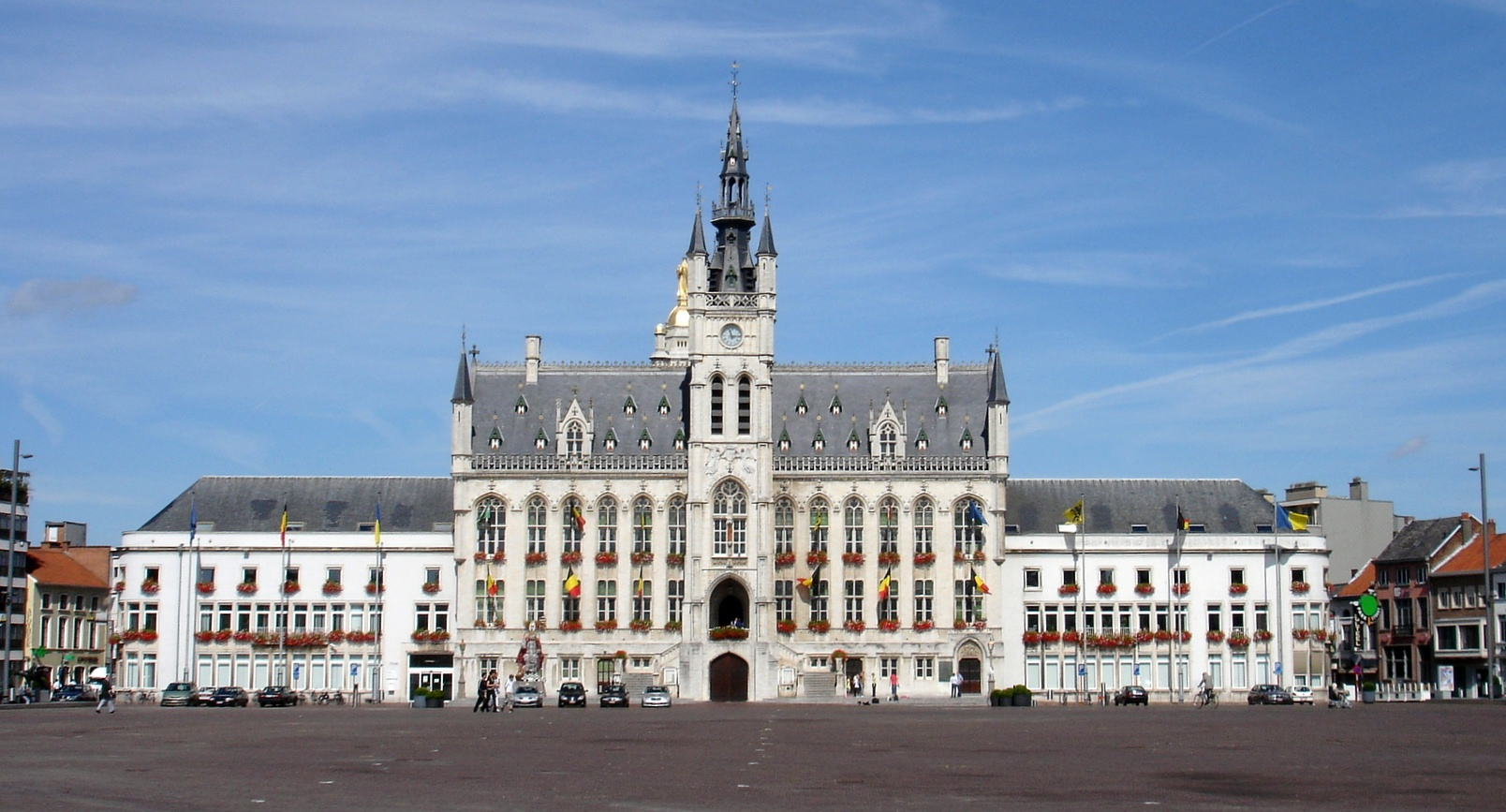
De Grote Markt in Sint-Niklaas in het Waasland

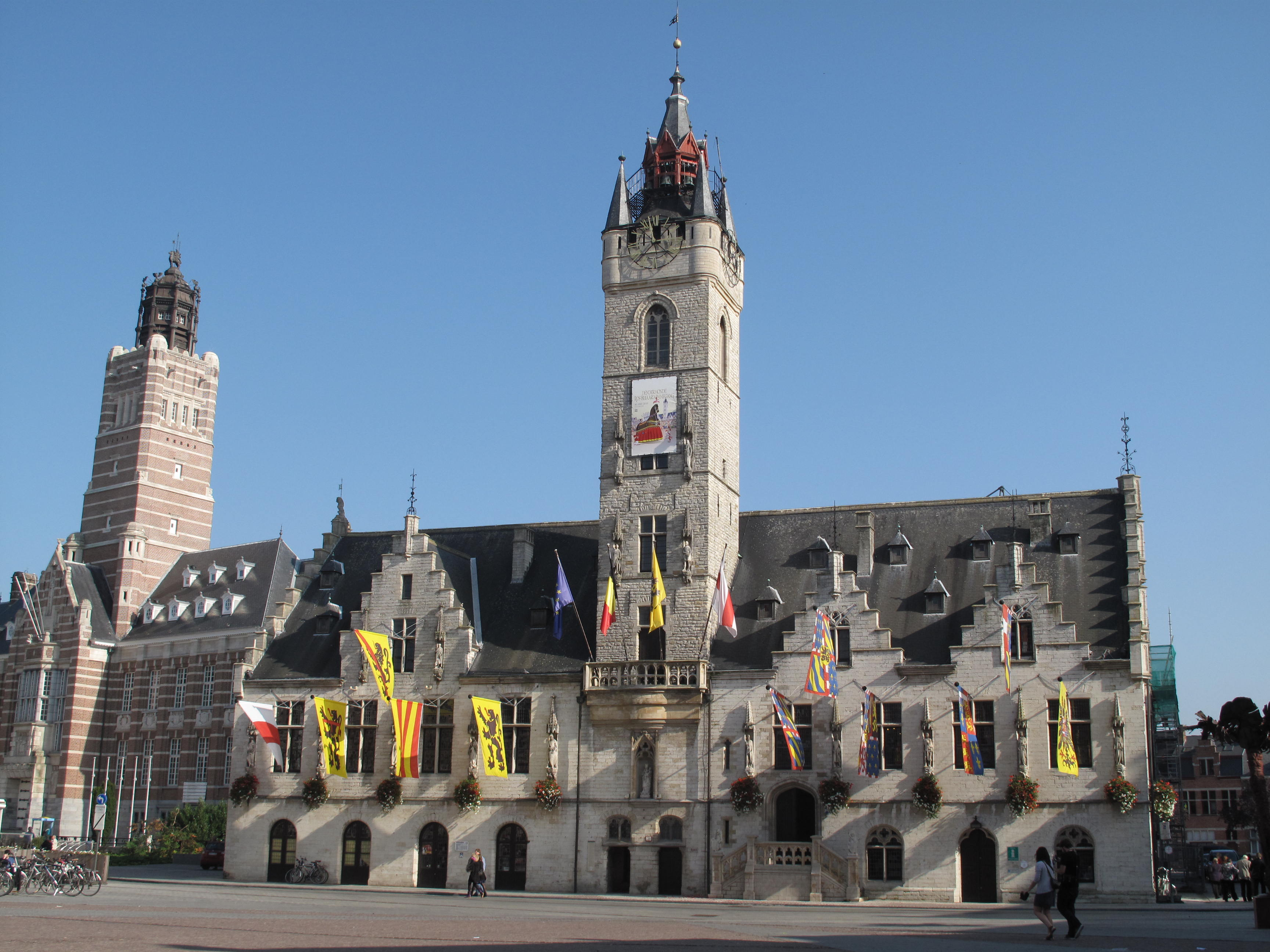
Het Stadhuis met belfort van Dendermonde

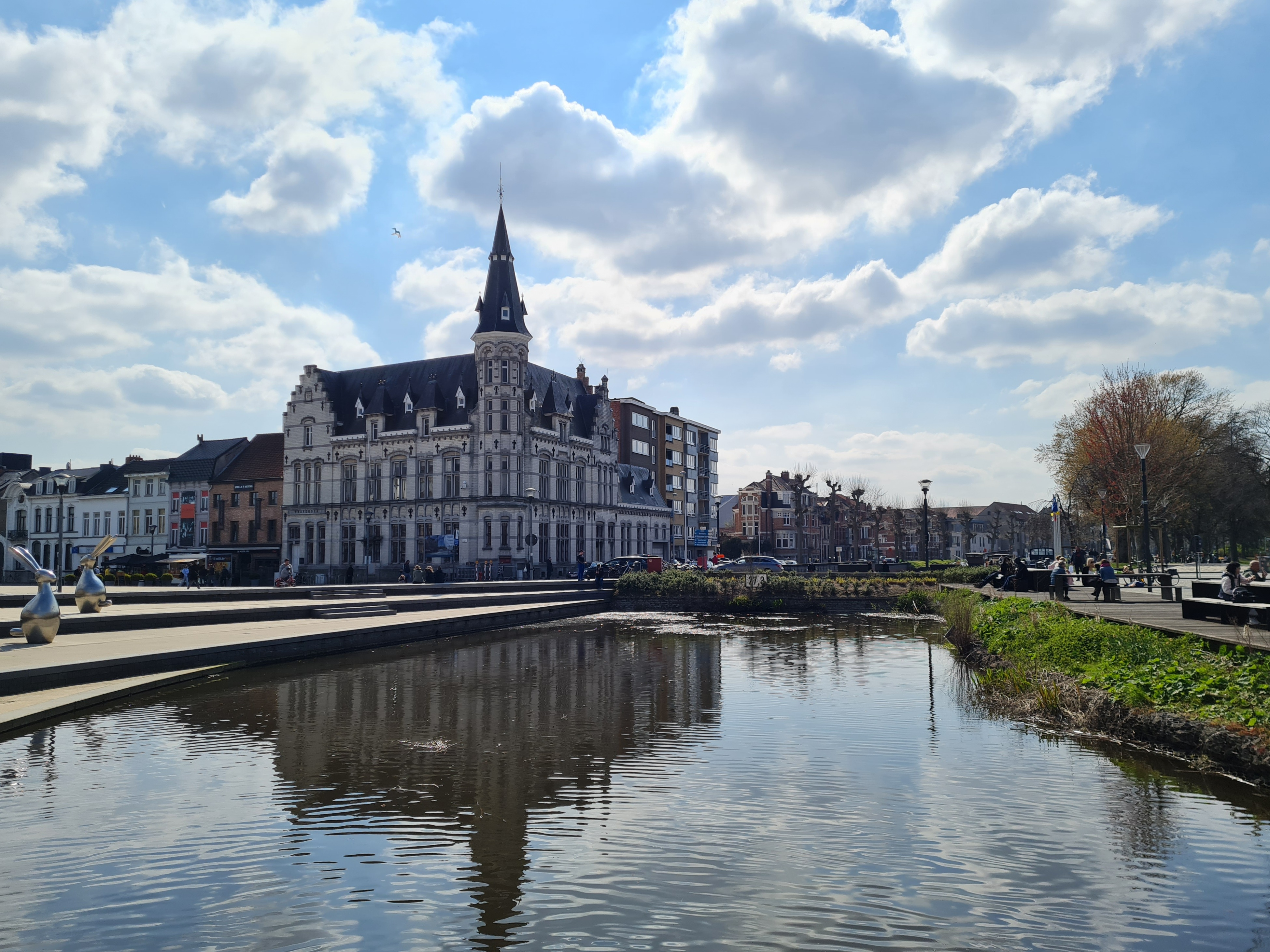
Het voormalig postgebouw van Lokeren en de Durme in de Durmevallei

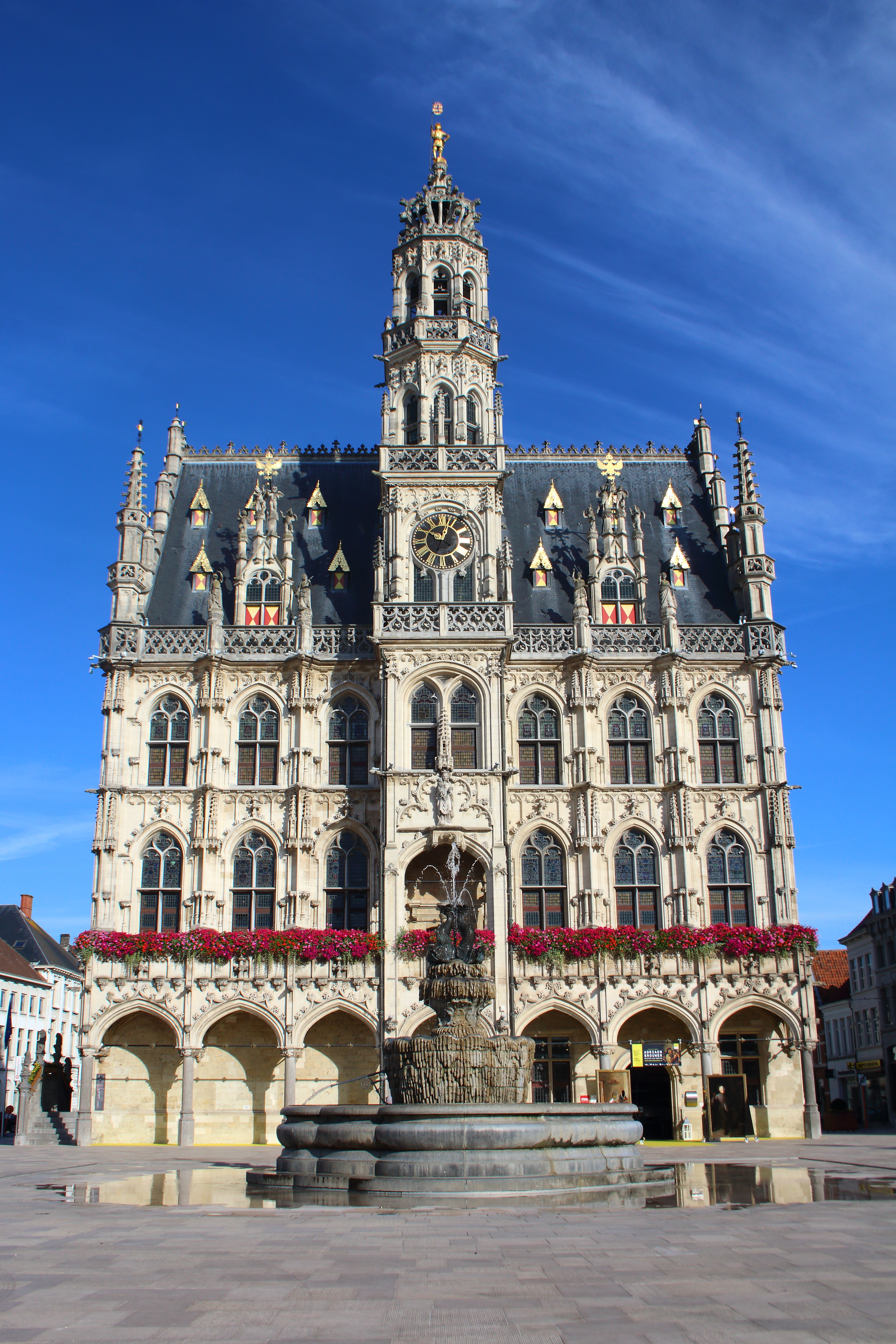
Het Stadhuis van Oudenaarde

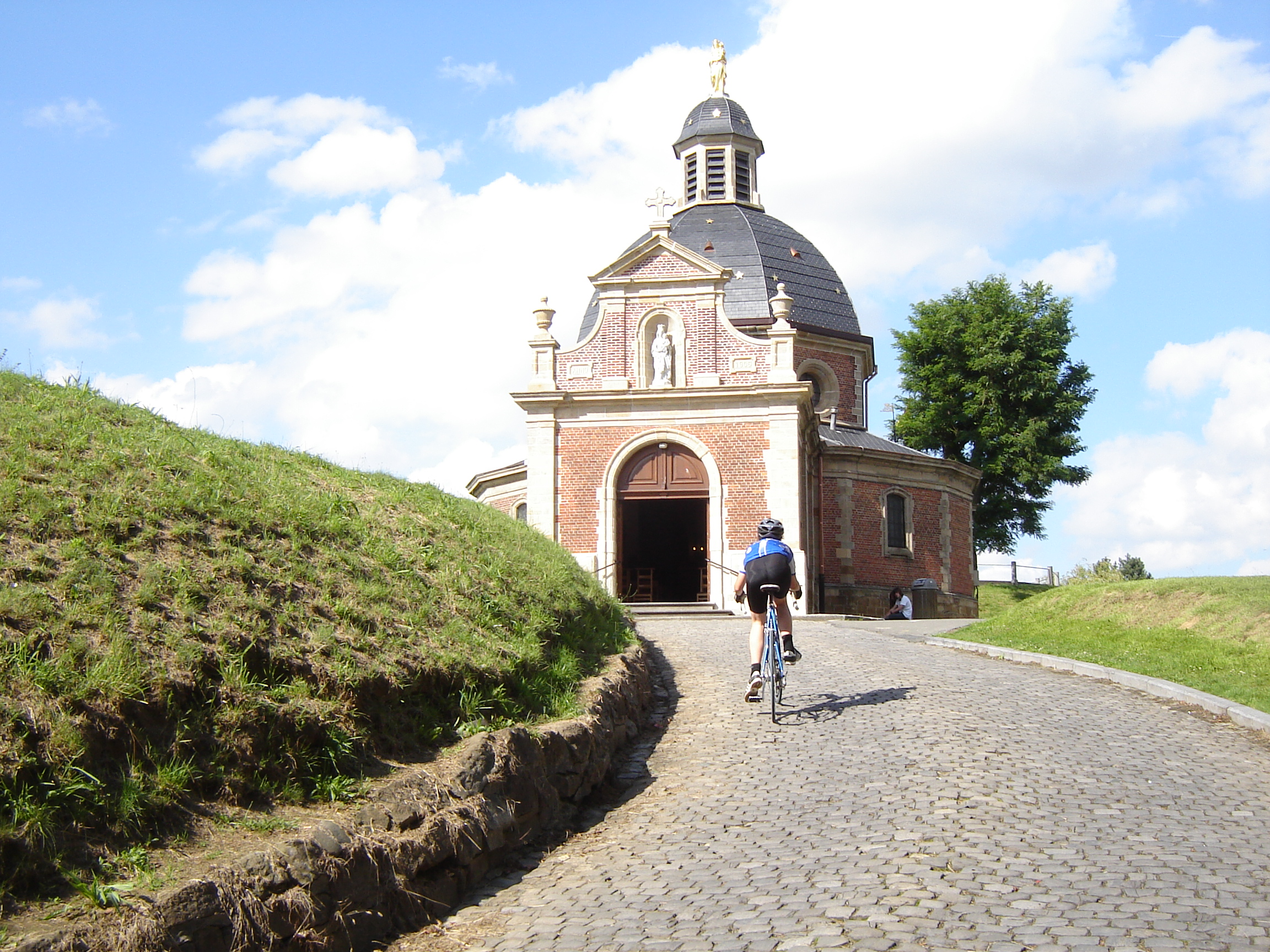
De Muur van Geraardsbergen met op de top de Kapel van Onze-Lieve-Vrouw van Oudenberg

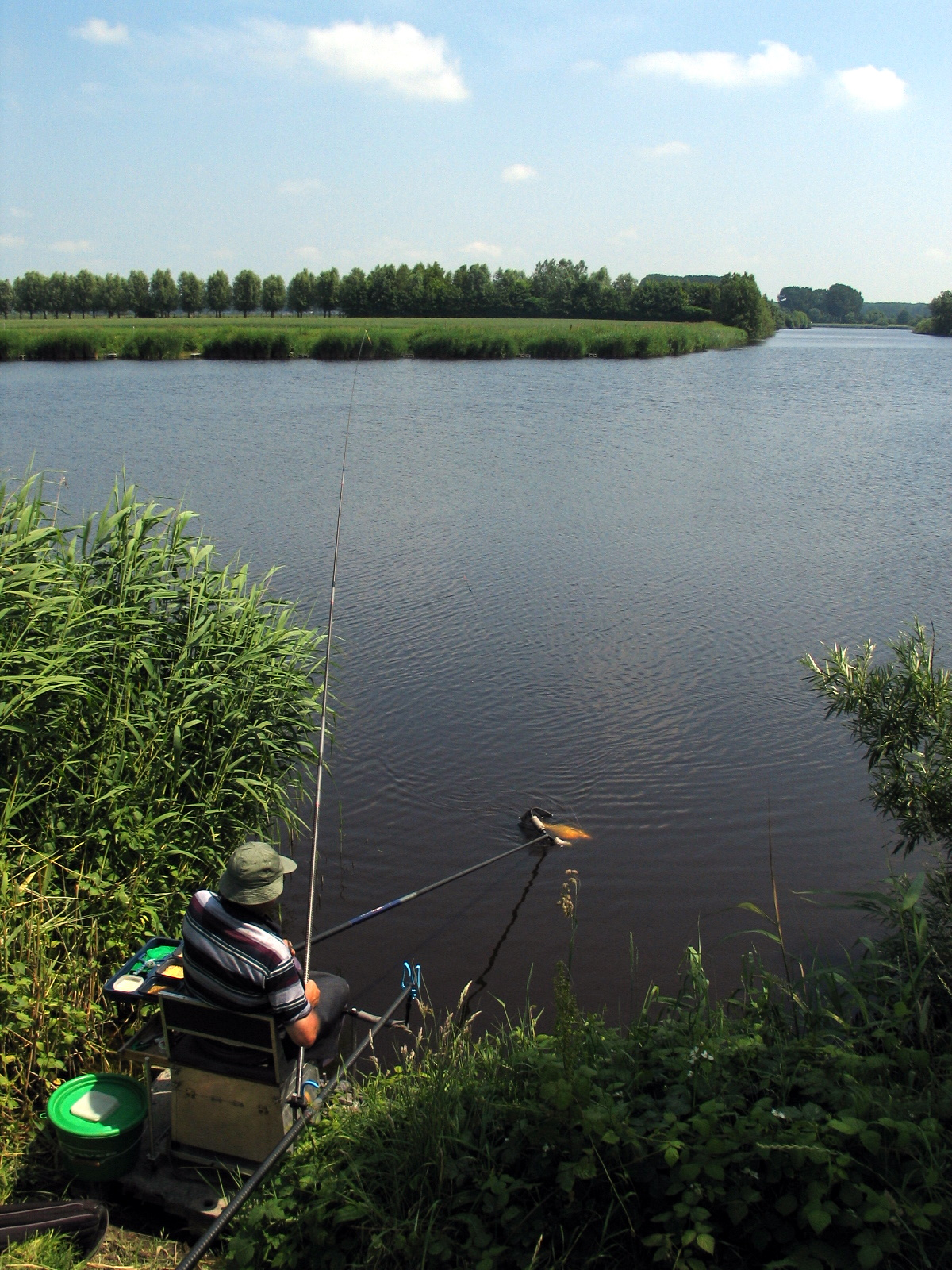
Het Meetjeslands krekengebied in het Meetjesland

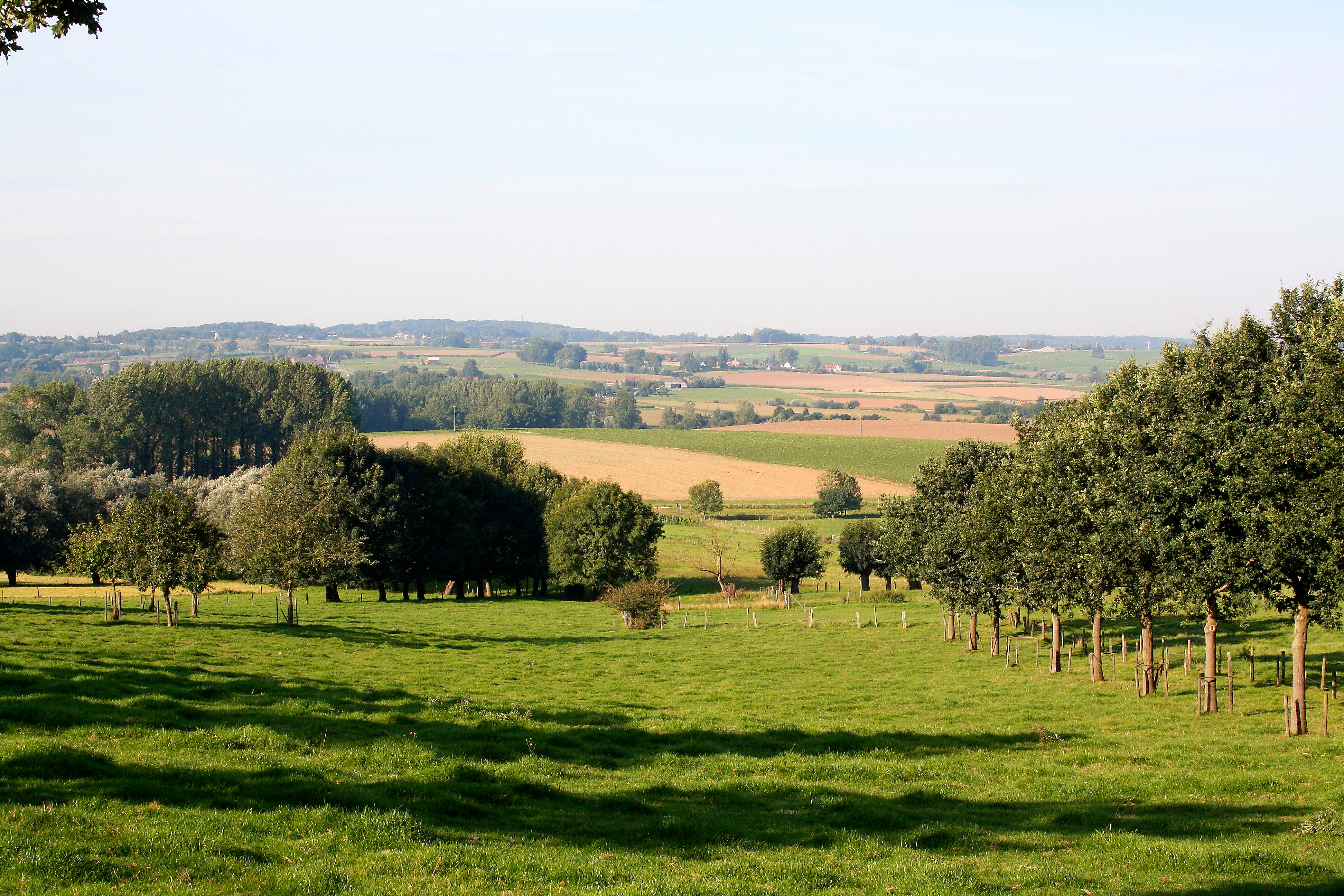
De heuvels van de Vlaamse Ardennen

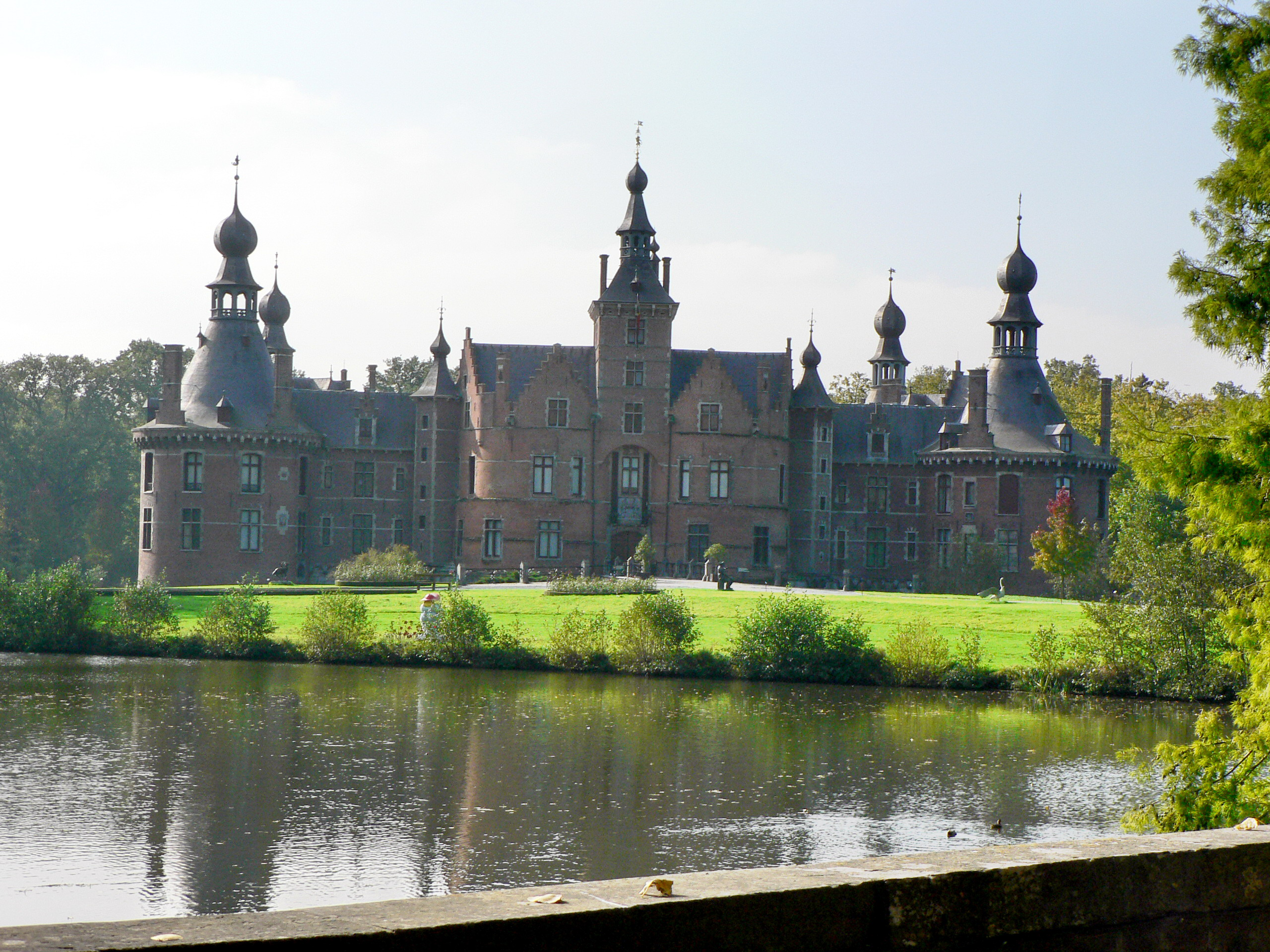
Het Kasteel van Ooidonk in de Leiestreek

De provincie Oost-Vlaanderen (Frans: Flandre-Orientale) is een van de tien provincies van België en ligt in het Vlaams Gewest. Zij grenst in het westen aan de provincie West-Vlaanderen, in het noorden aan de Nederlandse provincie Zeeland met Zeeuws-Vlaanderen, in het oosten aan de provincies Antwerpen en Vlaams-Brabant, en in het zuiden aan het Waalse Henegouwen. Zij ligt dus niet in het oosten van de huidige Belgische deelstaat Vlaanderen die pas na 1830 ontstond.

## Toponymie
Het toponiem Oost-Vlaanderen bestaat uit twee delen, namelijk "oost" en "Vlaanderen".
- Oost verwijst naar de oostelijke ligging ten overstaan van West-Vlaanderen.
- Vlaanderen verwijst naar het historische graafschap Vlaanderen. De naam Vlaanderen dook voor het eerst op in 358, toen de Franken Vlaanderengouw of pagus Flandrensis van de Romeinen onder het beheer kregen.

Een pagus is een gouw. Het was een soort (klein) graafschap. Iets kleiner dan een arrondissement, maar groter dan een kanton. De Latijnse toenaam Flandrensis verwijst naar het kenmerkende schorre en slib van de streek.
Pagus Flandrensis was een kustgebied met grote getijdengeulen en groene schorren waarin schapenboeren leefden, al dan niet op terpen. Het gebied strekte zich uit rond Brugge tussen de IJzer en het Zwin en ontwikkelde zich in de volgende eeuwen tot het belangrijke Graafschap Vlaanderen.

## Geschiedenis
Het was het vroegere gebied van de Menapiërs, wier territorium toentertijd nog gelegen was aan de Noordzee. Het gebied tussen Schelde en Dender behoorde echter tot het land der Nerviërs. De Nerviërs woonden tussen de Schelde en de Dijle waar uit de Brabantgouw het landgraafschap Brabant zou ontstaan.
Bij de verdeling van het Frankische Rijk in de 9e eeuw kwam het gebied ten westen van de Schelde aan West-Francië, terwijl de gouw Brabant, ten oosten van de Schelde, Lotharingisch werd. Na de verdeling van Lotharingen kwam de volledige gouw Brabant aan Oost-Francië. Eind 10e eeuw begon de graaf van Vlaanderen Boudewijn IV het land tussen Schelde en Dender te veroveren. Zo ontstond onder Boudewijn V in de 11e eeuw Rijks-Vlaanderen.
In 1795 werd, na de veroveringen door Frankrijk, het Scheldedepartement (Escaut) gevormd. Na de geallieerde bevrijding van 1815 werd dit de basis van de Nederlandse provincie Oost-Vlaanderen, waarvan echter Zeeuws-Vlaanderen, dat ook tot dit departement behoorde, weer werd afgescheiden en toegevoegd aan de provincie Zeeland. In 1830 werd dit de Belgische provincie Oost-Vlaanderen. Tot halfweg de 19e eeuw was Oost-Vlaanderen naar inwonertal de grootste provincie, daarna voorbijgestoken door het toenmalige Brabant, en Antwerpen en tijdelijk ook door Henegouwen.
In 1923 werden de gemeenten Burcht en Zwijndrecht overgeheveld naar de provincie Antwerpen.
In 1963 werden bij vastlegging van de taalgrens de dorpen Orroir, Amougies en Rozenaken overgeheveld naar de provincie Henegouwen.
In 2023 werd de gemeentefusie tussen Beveren en Kruibeke (beide Oost-Vlaanderen) en de Antwerpse gemeente Zwijndrecht goedgekeurd. Zo kwamen in 2025 Zwijndrecht en Burcht weer bij Oost-Vlaanderen waardoor de oppervlakte van de provincie toenam tot 3.027,29 km²

## Geografie

### Topografie
- Hoogste punt: Hotondberg (150 m)

### Hydrografie

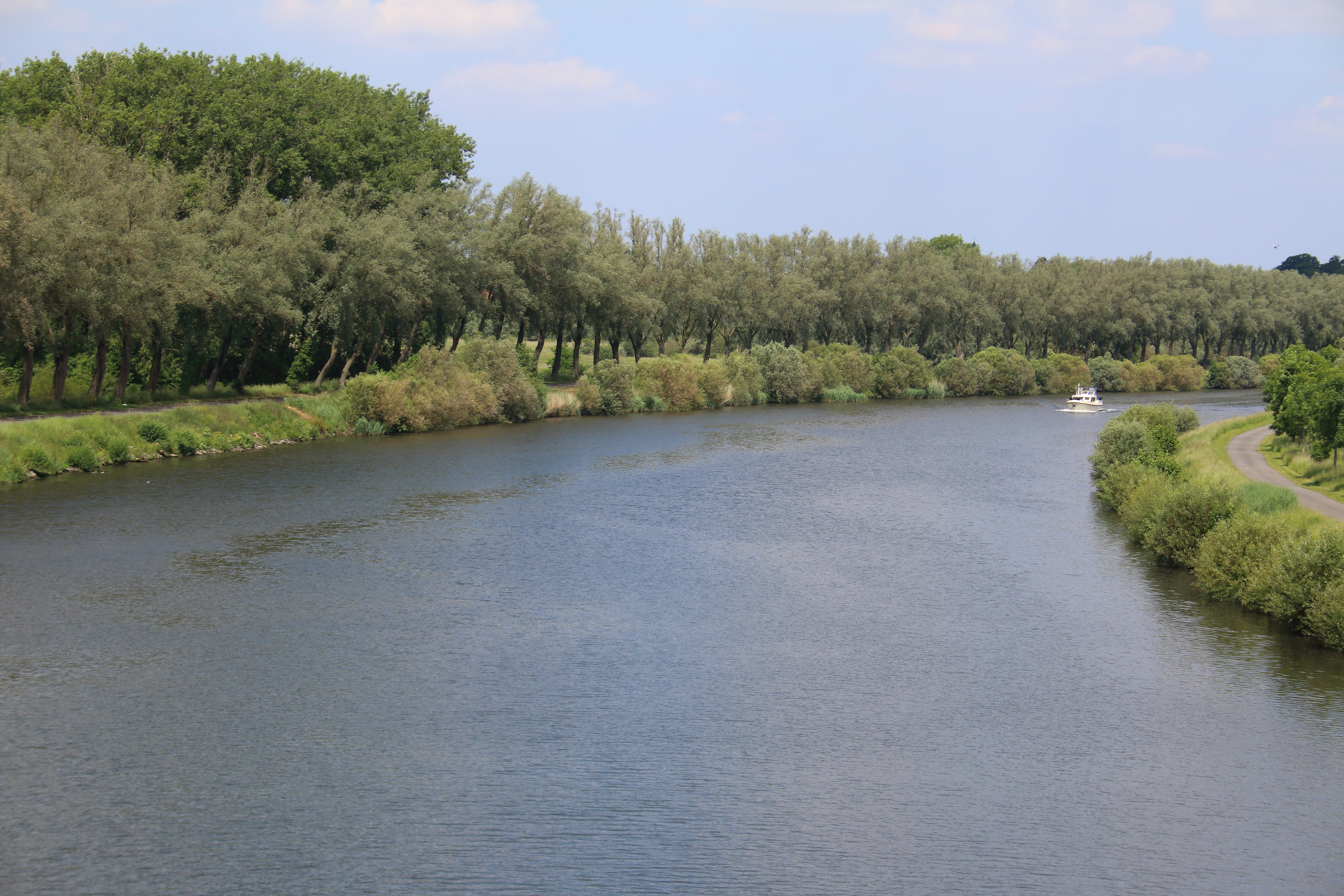
De Schelde bij Oudenaarde

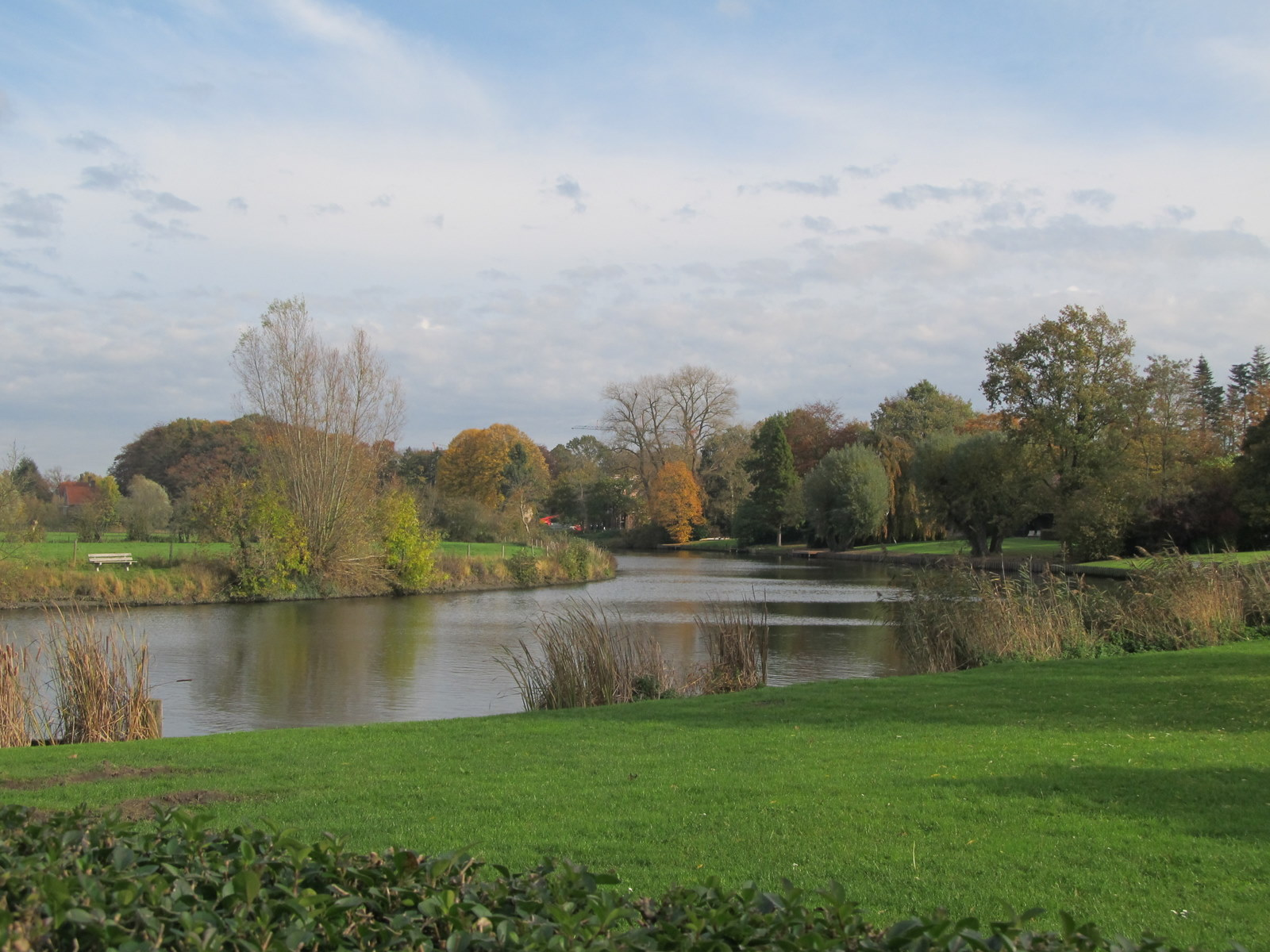
De Leie bij Sint-Martens-Latem

De Leie komt de provincie binnen vanuit Sint-Eloois-Vijve. Vervolgens meandert (omwille van de geringe bodemhelling) ze langs Olsene, Oeselgem, Gottem, Zulte, Baarle, Machelen, Deinze, Drongen, Astene, Sint-Martens-Leerne, Sint-Martens-Latem, Sint-Denijs-Westrem en ten slotte Gent alwaar ze eveneens in de Schelde afwatert.
De Zuidlede, een rivier die heden ten dage dienst doet als kanaal, vormt een verbinding tussen de Durme te Daknam (bij Lokeren) en de Moervaart te Mendonk. Ook de loop van die Durme (ook wel Kale genoemd) is door de geschiedenis sterk gewijzigd. Oorspronkelijk kwam ze vanuit Aalter de provincie binnen, stroomde vervolgens langs Zomergem en vervolgens oostwaarts tot in Vinderhoute. Daar voegde de Poekebeek, komende vanuit Tielt, zich bij de Durme. Vervolgens stroomde de rivier dan verder noordoostwaarts richting Wondelgem, Langerbrugge, Rodenhuize en Mendonk. Daarna opnieuw oostwaarts doorheen de Moervaartdepressie en zuidwaarts naar Lokeren om via de huidige loop van de Durme in de Schelde uit te monden te Temse. De Brugse Vaart, de Lieve, het Kanaal Gent-Terneuzen en het Schipdonkkanaal hebben de vroegere situatie onherkenbaar veranderd. Aan haar oevers liggen verder ook nog Tielrode en Waasmunster.
De Molenbeek, die ontspringt in Godveerdegem (bij Zottegem), stroomt vervolgens over het grondgebied van Grotenberge, Herzele, Sint-Lievens-Esse, Woubrechtegem, Ressegem, Heldergem, Kerksken, Haaltert, Aaigem, Mere, Erpe, Aalst en Hofstade alwaar ze uitmondt in de Dender. Ze heeft een lengte van ongeveer 25 kilometer. De Dender geeft haar naam aan de Denderstreek en komt vanuit Henegouwen de provincie binnen te Groten-Buisemont, passeert vervolgens de plaatsen Overboelare, Geraardsbergen, Schendelbeke, Idegem, Grimminge, Zandbergen, Hemelrijk, Appelterre-Eichem, Ninove, Okegem, Iddergem, Denderleeuw, Welle, Erembodegem, Aalst, Hofstade, Herdersem, Wieze, Mespelare, Denderbelle, Oudegem om ten slotte in Dendermonde (zoals het toponiem doet vermoeden) uit te monden in de Schelde. Buiten het provinciaal territorium voegt ook de Mark zich bij de Dender. Aan haar oevers ligt het Oost-Vlaamse dorp Viane (bij Geraardsbergen).
De Schelde zelf ten slotte komt de provincie binnen nabij Berchem om vervolgens doorheen gans de provincie te meanderen. Aan haar oevers liggen de plaatsen Melden, Oudenaarde, Ename, Welden, Nederzwalm, Zingem, Asper, Gavere, Eke, Semmerzake, Melsen, Schelderode, Zevergem, Merelbeke, Zwijnaarde en Gent. Hier wordt de Schelde afgeleid in de Ringvaart, waar ook de Leie in uitmondt. De Schelde verlaat Gent richting Melle en stroomt vervolgens langs Kwatrecht, Overschelde, Wetteren, Schellebelle, Bruinbeke, Uitbergen, Berlare, Nederkouter, Wichelen, Oudegem, Schoonaarde, Appels en Dendermonde alwaar de Dender in haar uitmondt. Ze vervolgt haar pad langs Vlassenbroek, Moerzeke en Baasrode. Vanaf hier vormt de rivier de grens met de provincie Antwerpen. Aan Oost-Vlaamse zijde liggen de plaatsen Hamme en Tielrode alwaar nabij de gemeentegrens met Temse de Durme de Schelde vervoegt. De rivier vervolgt haar weg langs Steendorp en Rupelmonde. Aldaar vindt aan de overzijde van de oever (in de provincie Antwerpen) de monding van de Rupel plaats. Ten slotte liggen ook nog de dorpen Bazel en Kruibeke verder stroomafwaarts aan de oevers van de Schelde. In het laatstgenoemde dorp verlaat de rivier de provincie. Alle genoemde rivieren behoren tot het stroomgebied van de Schelde.

### Geografische streken
Het noorden van de provincie ligt bijna geheel in de geografische streek Zandig Vlaanderen en wordt vaak verder onderverdeeld in het Waasland (onder andere Sint-Niklaas en Lokeren), het Meetjesland (onder andere Eeklo), het Scheldeland (onder andere Gent en Dendermonde) en de Leiestreek (onder andere Deinze en Gent). Het zuiden van de provincie is gelegen in Zandlemig Vlaanderen en het uiterste zuiden (onder andere Geraardsbergen, Zottegem, Brakel en Ronse) vormt de Vlaamse Ardennen. In het oosten bevindt zich de Denderstreek (onder andere Aalst, Denderleeuw, Ninove en Geraardsbergen). Oost-Vlaamse gemeenten in de nabijheid van de noordelijke Zeeschelde (onder andere Beveren-Kruibeke-Zwijndrecht en Sint-Gillis-Waas) ten slotte worden tot de Polders gerekend. Op toeristisch vlak is de provincie ingedeeld in de toeristische regio's Waasland, Meetjesland, Vlaamse Ardennen, Scheldeland (deels ook in de provincie Antwerpen), Leiestreek (deels ook in de provincie West-Vlaanderen).

### Administratieve indeling

#### Regio's
Sinds 2021 is de provincie ingedeeld in 4 regio's voor intergemeentelijke samenwerkingsverbanden: Regio Gent, Vlaamse Ardennen, Waasland, Denderregio.

#### Arrondissementen

##### Administratieve arrondissementen

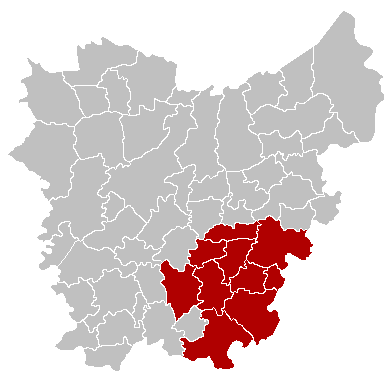
Aalst
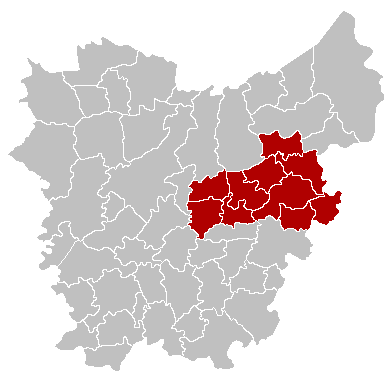
Dendermonde
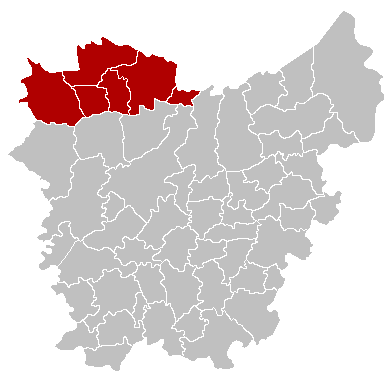
Eeklo
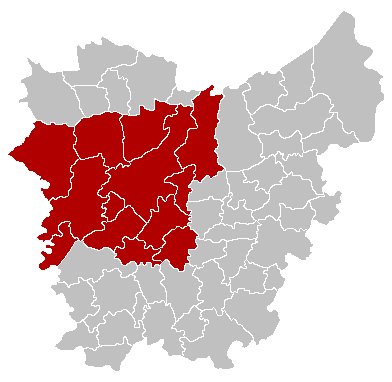
Gent
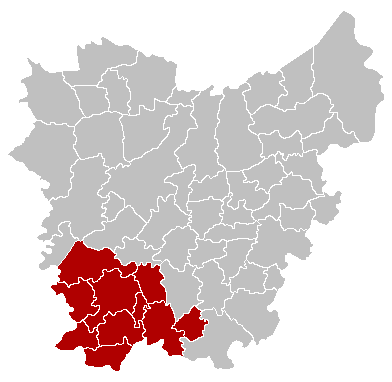
Oudenaarde
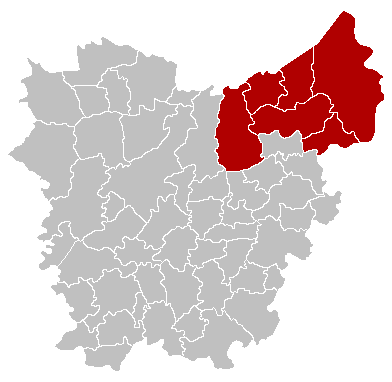
Sint-Niklaas

##### Bevolking per arrondissement
| Arrondissement            | Inwoners (1/1/2025) | Opp. km² | Inw./km² |
| ------------------------- | ------------------- | -------- | -------- |
| Aalst                     | 307.426             | 472,94   | 650,0    |
| Dendermonde               | 208.435             | 346,57   | 601,4    |
| Eeklo                     | 89.465              | 335,52   | 266,7    |
| Gent                      | 575.887             | 911,73   | 631,6    |
| Oudenaarde                | 128.606             | 422,87   | 304,1    |
| Sint-Niklaas              | 292.713             | 537,67   | 544,4    |
| Provincie Oost-Vlaanderen | 1.602.532           | 3.027,29 | 529,4    |

##### Gerechtelijke arrondissementen

Oost-Vlaanderen

Met ingang vanaf 1 april 2014 valt de provinciegrens van Oost-Vlaanderen samen met de grens van het nieuwe gerechtelijk arrondissement Oost-Vlaanderen. De drie voormalige gerechtelijke arrondissementen van Oost-Vlaanderen (Dendermonde, Gent en Oudenaarde) zullen blijven verder bestaan in de vorm van gerechtelijke arrondissementsafdelingen.

##### Kiesarrondissementen
Door het Kiesdecreet van 2011 werd vanaf de provincieraadsverkiezingen 2012 de provincie opgedeeld in 3 kiesarrondissementen en 8 provinciedistricten:
| Kiesarrondissementen     | Provinciedistrict | Zetels |
| ------------------------ | ----------------- | ------ |
| Gent                     | Gent              | 12     |
| Gent                     | Deinze            | 11     |
| Gent                     | Eeklo             | 7      |
| Aalst-Oudenaarde         | Aalst             | 6      |
| Aalst-Oudenaarde         | Geraardsbergen    | 8      |
| Aalst-Oudenaarde         | Oudenaarde        | 6      |
| Dendermonde-Sint-Niklaas | Dendermonde       | 10     |
| Dendermonde-Sint-Niklaas | Sint-Niklaas      | 12     |
| TOTAAL                   |                   | 72     |

#### Kantons
De provincie bestaat uit de volgende kantons:
- Gent*
- Eeklo*
- Assenede
- Kaprijke
- Evergem
- Lievegem
- Deinze
- Nazareth
- Aalter
- Nevele
- Destelbergen
- Lochristi
- Merelbeke*
- Aalst*
- Geraardsbergen*
- Ninove*
- Herzele*
- Zottegem
- Oudenaarde*
- Kruisem*
- Brakel*
- Horebeke
- Ronse*
- Dendermonde*
- Wetteren*
- Hamme*
- Zele*
- Sint-Niklaas*
- Lokeren*
- Beveren*
- Sint-Gillis-Waas*
- Temse

 (*) Deze kantons zijn zetel van een gerechtelijk kanton.

#### Gemeenten
Gemeenten met een stadstitel hebben "(stad)" achter de naam
1. Aalst (stad)
2. Aalter
3. Assenede
4. Berlare
5. Beveren-Kruibeke-Zwijndrecht
6. Brakel
7. Buggenhout
8. Deinze (stad)
9. Denderleeuw
10. Dendermonde (stad)
11. Destelbergen
12. Eeklo (stad)
13. Erpe-Mere
14. Evergem
15. Gavere
16. Gent (stad)
17. Geraardsbergen (stad)
18. Haaltert
19. Hamme
20. Herzele
21. Horebeke
22. Kaprijke
23. Kluisbergen
24. Kruisem
25. Laarne
26. Lebbeke
27. Lede
28. Lierde
29. Lievegem
30. Lochristi
31. Lokeren (stad)
32. Maarkedal
33. Maldegem
34. Merelbeke-Melle
35. Nazareth-De Pinte
36. Ninove (stad)
37. Oosterzele
38. Oudenaarde (stad)
39. Ronse (stad)
40. Sint-Gillis-Waas
41. Sint-Laureins
42. Sint-Lievens-Houtem
43. Sint-Martens-Latem
44. Sint-Niklaas (stad)
45. Stekene
46. Temse
47. Waasmunster
48. Wetteren
49. Wichelen
50. Wortegem-Petegem
51. Zele
52. Zelzate
53. Zottegem (stad)
54. Zulte
55. Zwalm

### Aangrenzende provincies
| Aangrenzende provincies | Aangrenzende provincies | Aangrenzende provincies | Aangrenzende provincies | Aangrenzende provincies |
| ----------------------- | ----------------------- | ----------------------- | ----------------------- | ----------------------- |
|                         |                         | Zeeland                 |                         |                         |
|                         |                         |                         |                         |                         |
| West-Vlaanderen         | Antwerpen               |                         |                         |                         |
|                         |                         |                         |                         |                         |
|                         |                         | Henegouwen              |                         | Vlaams-Brabant          |

## Demografie

### Evolutie van het inwonertal
Net zoals in de provincie West-Vlaanderen is de bevolking van Oost-Vlaanderen sedert de onafhankelijkheid van België zowat verdubbeld, en blijft de toename daarmee duidelijk onder het nationale gemiddelde. Deze stijging is vrij regelmatig verlopen. De gevolgen voor de bevolkingstoename van de hongersnood te wijten aan de Internationale Aardappelcrisis (periode 1846-1856) en de Eerste Wereldoorlog bleven in Oost-Vlaanderen beperkter dan in West-Vlaanderen. Vanaf 1960 is de groei minder sterk en deze valt zelfs stil in de jaren 80 van de twintigste eeuw. Nadien neemt de bevolking weer toe, vooral als gevolg van immigratie uit het buitenland.

#### Op basis van de historische samenstelling van de provincie
Inwoneraantal × 1000
- Bron:NIS - Opm:1806 t/m 1980=volkstellingen; vanaf 1990=inwoneraantal op 1 januari
- 1815: afstand van Zeeuws-Vlaanderen aan de provincie Zeeland
- 1923: afstand van de gemeenten Burcht en Zwijndrecht aan de provincie Antwerpen
- 1963: afstand van de gemeenten Orroir, Russeignies, Amougies aan de provincie Henegouwen, aanhechting van Everbeek afgestaan door de provincie Henegouwen
- 2025: overheveling van de gemeente Zwijndrecht van de provincie Antwerpen

#### Op basis van de huidige samenstelling van de provincie
Inwoneraantal x 1000
- Bron:NIS - Opm:1831 t/m 1981=volkstellingen; vanaf 1990= inwoneraantal op 1 januari
- 2025: overheveling van de gemeente Zwijndrecht van de provincie Antwerpen

| Inwoners van jaar tot jaar op 1 januari - 1992 tot heden | Inwoners van jaar tot jaar op 1 januari - 1992 tot heden | Inwoners van jaar tot jaar op 1 januari - 1992 tot heden |
| Jaar                                                     | Aantal                                                   | index (1992=100)                                         |
| -------------------------------------------------------- | -------------------------------------------------------- | -------------------------------------------------------- |
| 1992                                                     | 1.340.056                                                | 100,0                                                    |
| 1993                                                     | 1.344.263                                                | 100,3                                                    |
| 1994                                                     | 1.346.761                                                | 100,5                                                    |
| 1995                                                     | 1.349.382                                                | 100,7                                                    |
| 1996                                                     | 1.351.741                                                | 100,9                                                    |
| 1997                                                     | 1.354.737                                                | 101,1                                                    |
| 1998                                                     | 1.357.576                                                | 101,3                                                    |
| 1999                                                     | 1.359.702                                                | 101,5                                                    |
| 2000                                                     | 1.361.623                                                | 101,6                                                    |
| 2001                                                     | 1.363.672                                                | 101,8                                                    |
| 2002                                                     | 1.366.652                                                | 102,0                                                    |
| 2003                                                     | 1.370.136                                                | 102,2                                                    |
| 2004                                                     | 1.373.720                                                | 102,5                                                    |
| 2005                                                     | 1.380.072                                                | 103,0                                                    |
| 2006                                                     | 1.389.450                                                | 103,7                                                    |
| 2007                                                     | 1.398.253                                                | 104,3                                                    |
| 2008                                                     | 1.408.814                                                | 105,1                                                    |
| 2009                                                     | 1.420.415                                                | 106,0                                                    |
| 2010                                                     | 1.432.326                                                | 106,9                                                    |
| 2011                                                     | 1.445.831                                                | 107,9                                                    |
| 2012                                                     | 1.454.716                                                | 108,6                                                    |
| 2013                                                     | 1.460.944                                                | 109,0                                                    |
| 2014                                                     | 1.468.932                                                | 109,6                                                    |
| 2015                                                     | 1.477.346                                                | 110,2                                                    |
| 2016                                                     | 1.486.722                                                | 110,9                                                    |
| 2017                                                     | 1.496.187                                                | 111,7                                                    |
| 2018                                                     | 1.505.053                                                | 112,3                                                    |
| 2019                                                     | 1.515.064                                                | 113,1                                                    |
| 2020                                                     | 1.525.255                                                | 113,8                                                    |
| 2021                                                     | 1.531.745                                                | 114,3                                                    |
| 2022                                                     | 1.543.865                                                | 115,2                                                    |
| 2023                                                     | 1.561.316                                                | 116,5                                                    |
| 2024                                                     | 1.572.002                                                | 117,3                                                    |
| 2025                                                     | 1.602.532                                                | 119,6                                                    |

### Bevolkingsdichtheid
De gemiddelde bevolkingsdichtheid bedraagt 504 inwoners per km², 35% hoger dan het nationale gemiddelde en vrijwel gelijk (4% hoger) aan dit van Vlaanderen. De hoogste dichtheid is terug te vinden in de zone die deel uitmaakt van de Vlaamse Ruit. Het Meetjesland en de Vlaamse Ardennen kennen de laagste waarden. Enkel de gemeente Sint-Laureins telt minder dan 100 inw. per km².

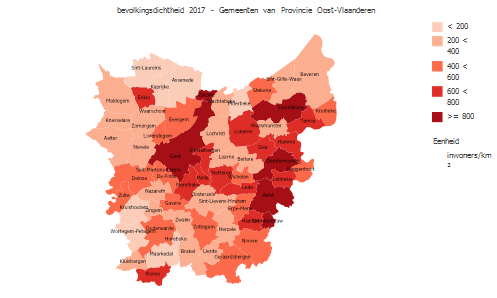
De bevolkingsdichtheid van de provincie Oost-Vlaanderen op 1 januari 2017

### Leeftijdsopbouw

Bevolkingspiramide

## Bezienswaardigheden

### Werelderfgoed
In 1998 werden drie Oost-Vlaamse begijnhoven opgenomen op de UNESCO Werelderfgoedlijst. Ze zijn opgenomen op deze lijst vanwege hun unieke karakter en inplanting. Daarnaast zijn ze een unieke getuige van de unieke (in die tijd) onafhankelijkheid van de religieuze vrouw (begijn) in de middeleeuwen in West-Europa. Een andere bepalende factor is het unieke en uitzonderlijke karakter van de combinatie aan stedelijke en landelijke planning enerzijds en de combinatie religieus en burgerlijke architectuur anderzijds. UNESCO maakt een onderscheid tussen begijnhoven van het stedelijk type (a), van het pleintype (b) en van het gemengde type (c).
Het betreft de begijnhoven van Gent (Klein Begijnhof) (c), en Sint-Amandsberg (Groot Begijnhof) (a) en Dendermonde (Alexiusbegijnhof) (b)
Het jaar daarop volgend (1999) nam de UNESCO ook 5 Oost-Vlaamse belforten op in haar lijst van beschermd erfgoed. Ze werden in de lijst opgenomen als erkenning van een architectonische manifestatie van een opkomende burgerlijke onafhankelijkheid van feodale en religieuze invloeden in onder andere het historisch Vlaanderen en het hertogdom Brabant, wat leidde tot een mate van lokale democratie die van groot belang is geweest in de geschiedenis van de mensheid. In vergelijking met de slottoren (symbool van de adel) en de kerktoren (symbool van de kerk) representeert het belfort, als derde toren in het stedelijk landschap, de macht van schout en schepenen. De belforten werden gebouwd tussen de 11e en 17e eeuw en lopen qua bouwstijl daarmee uiteen van romaans, gotisch en renaissance tot barok. Weinig torens zijn vrijstaand. De meeste belforten zijn gebouwd op of aan een stadhuis of lakenhal.
Het betreft de belforten van Aalst, Dendermonde, Eeklo, Gent en Oudenaarde.

### Nationaal erfgoed

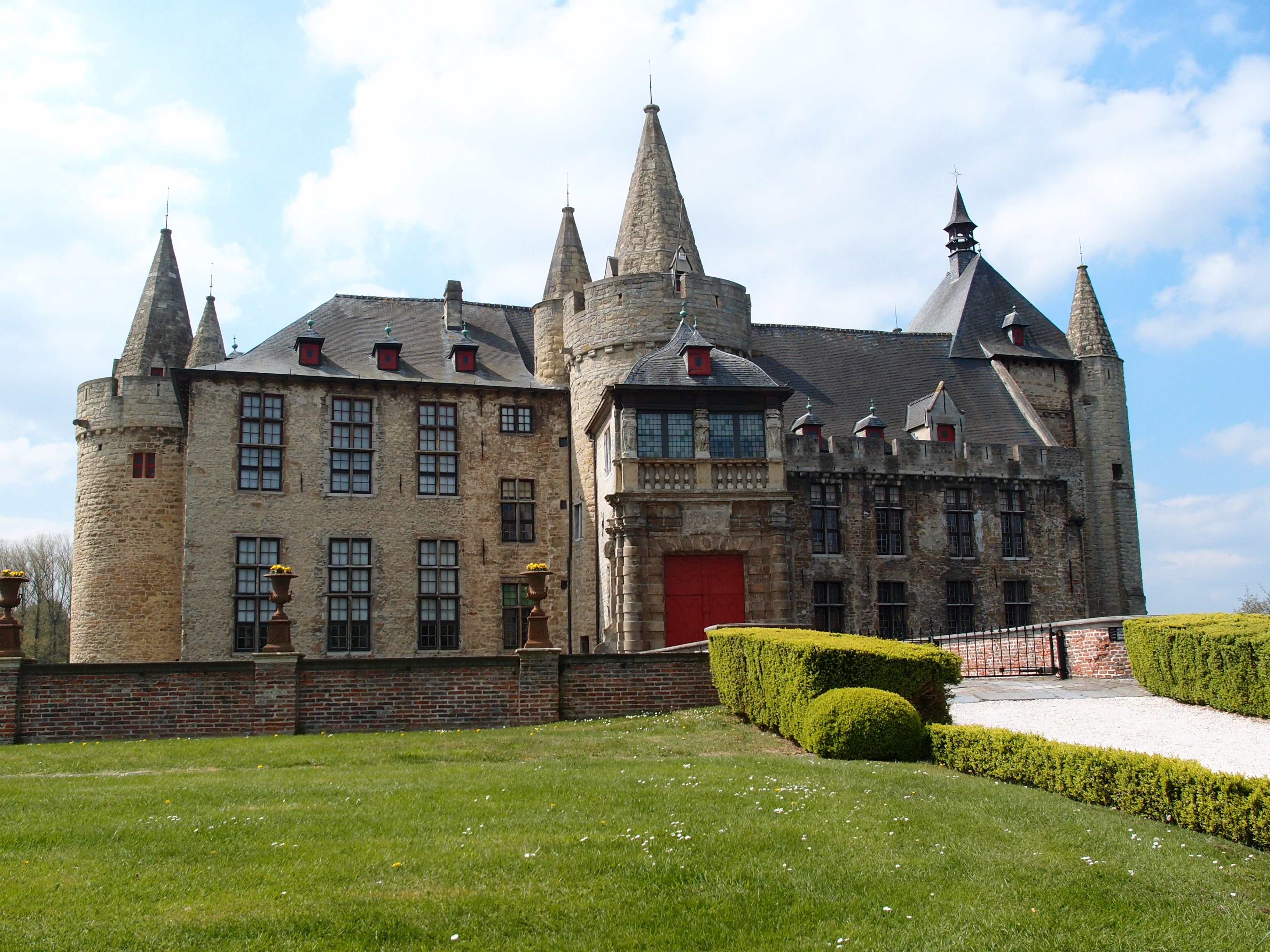
Het Kasteel van Laarne

Belangrijke bezienswaardigheden zijn onder andere:
- De historische middeleeuwse kern van Gent, Graslei, Korenlei, Sint-Baafskathedraal, Sint-Niklaaskerk, Belfort, Gravensteen, Patershol en de twee abdijen die aan de oorsprong van de stad liggen.
- De Muur van Geraardsbergen met op de top de kapel van Onze-Lieve-Vrouw van Oudenberg.
- De Grote Markt te Sint-Niklaas.
- De dorpskern van het schildersdorp Sint-Martens-Latem.
- Het Kasteel van Laarne te Laarne.
- Het Kasteel van Ooidonk te Deinze.
- Het Stadhuis van Oudenaarde.
- Het Egmontkasteel te Zottegem.
- De Sint-Hermescrypte te Ronse.
- Het Stadhuis met Belfort te Dendermonde.
- Het Belfort en de Borse van Amsterdam op de Grote Markt te Aalst.
- De Abdijkerk te Ninove.

### Musea

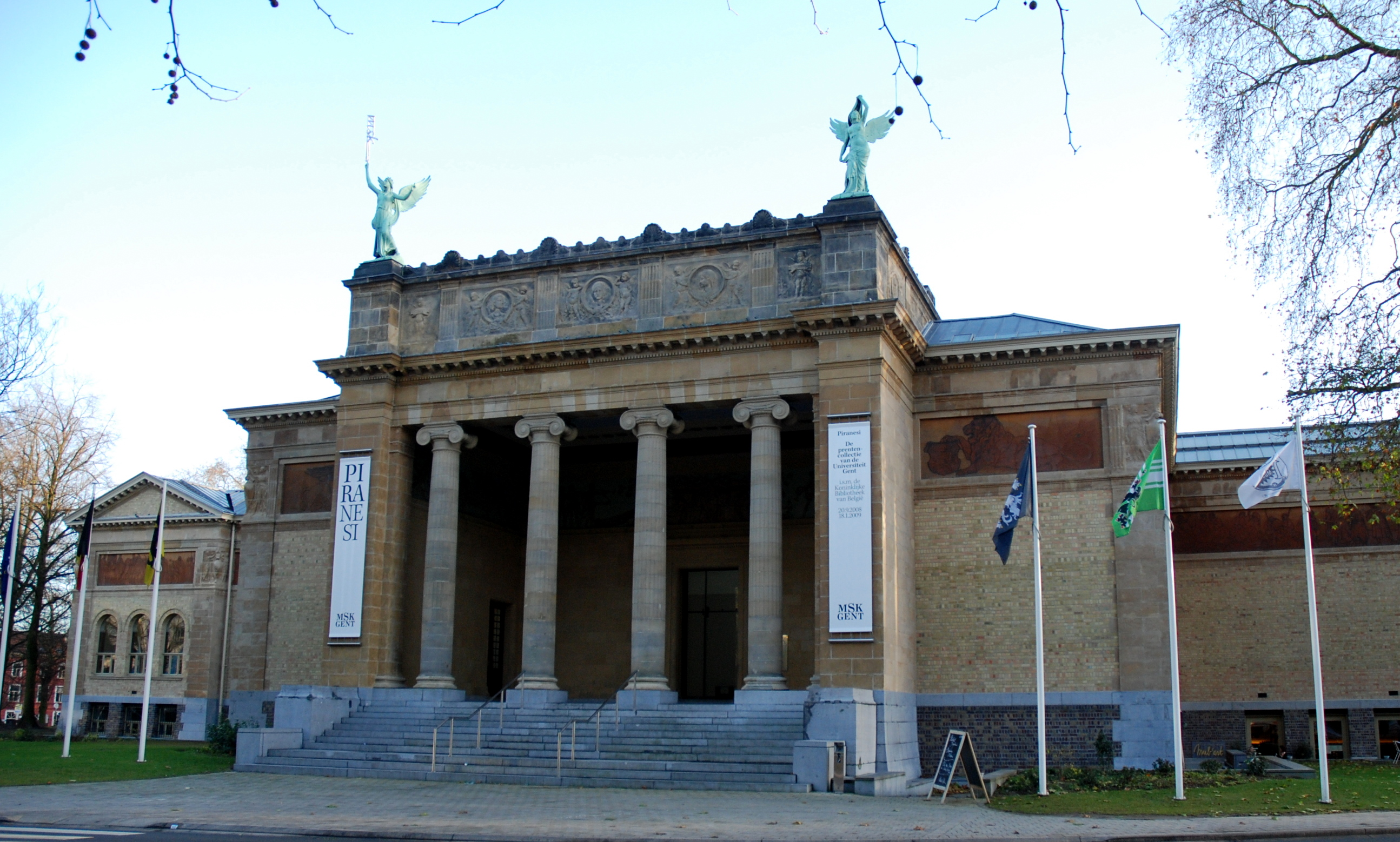
Het Museum voor Schone Kunsten in Gent

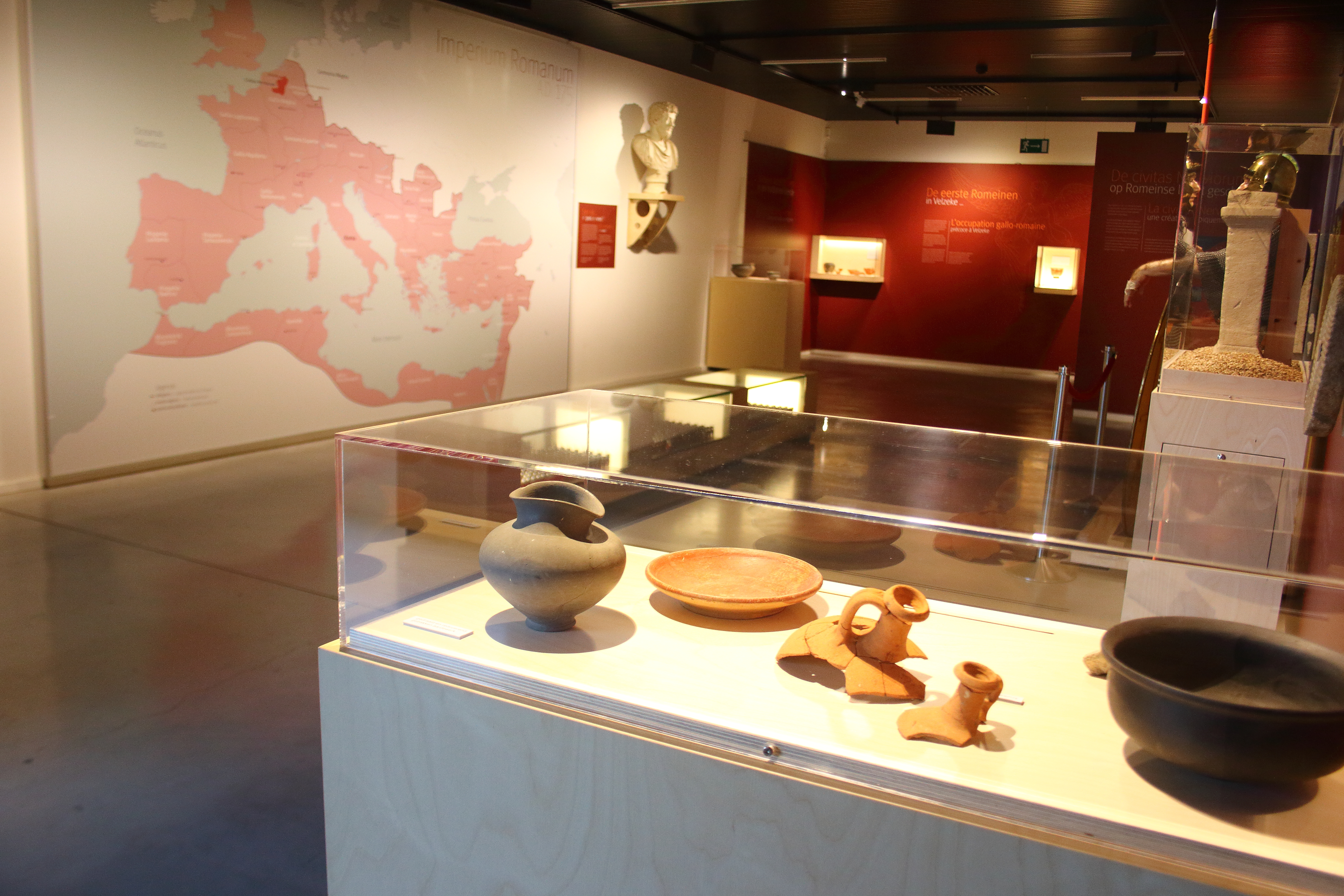
Het Provinciaal Archeocentrum Velzeke in Zottegem

Bekende musea in Oost-Vlaanderen zijn onder andere:
- Het Stedelijk Museum voor Actuele Kunst (SMAK) te Gent.
- Het Design Museum Gent.
- Het Museum voor Schone Kunsten te Gent.
- Het Stadsmuseum Gent.
- Het Museum van Deinze en de Leiestreek te Deinze.
- Het Mercatormuseum te Sint-Niklaas.
- De Salons voor Schone Kunsten te Sint-Niklaas.
- Het Jenevermuseum van Eeklo.
- Het Centrum Ronde van Vlaanderen te Oudenaarde.
- Het MOU Museum te Oudenaarde.
- Het Canada War Museum te Adegem.
- Het Museum Dhondt-Dhaenens te Deurle.
- Het Provinciaal Archeologisch Museum te Ename en het Provinciaal Archeocentrum Velzeke (AVE) te Velzeke (Zottegem).
- Het Schoenenmuseum SONS te Kruishoutem.
- Het Must Museum voor textiel te Ronse.
- De Egmontkamer te Zottegem.

Zie ook lijst van musea in Oost-Vlaanderen.

## Natuur

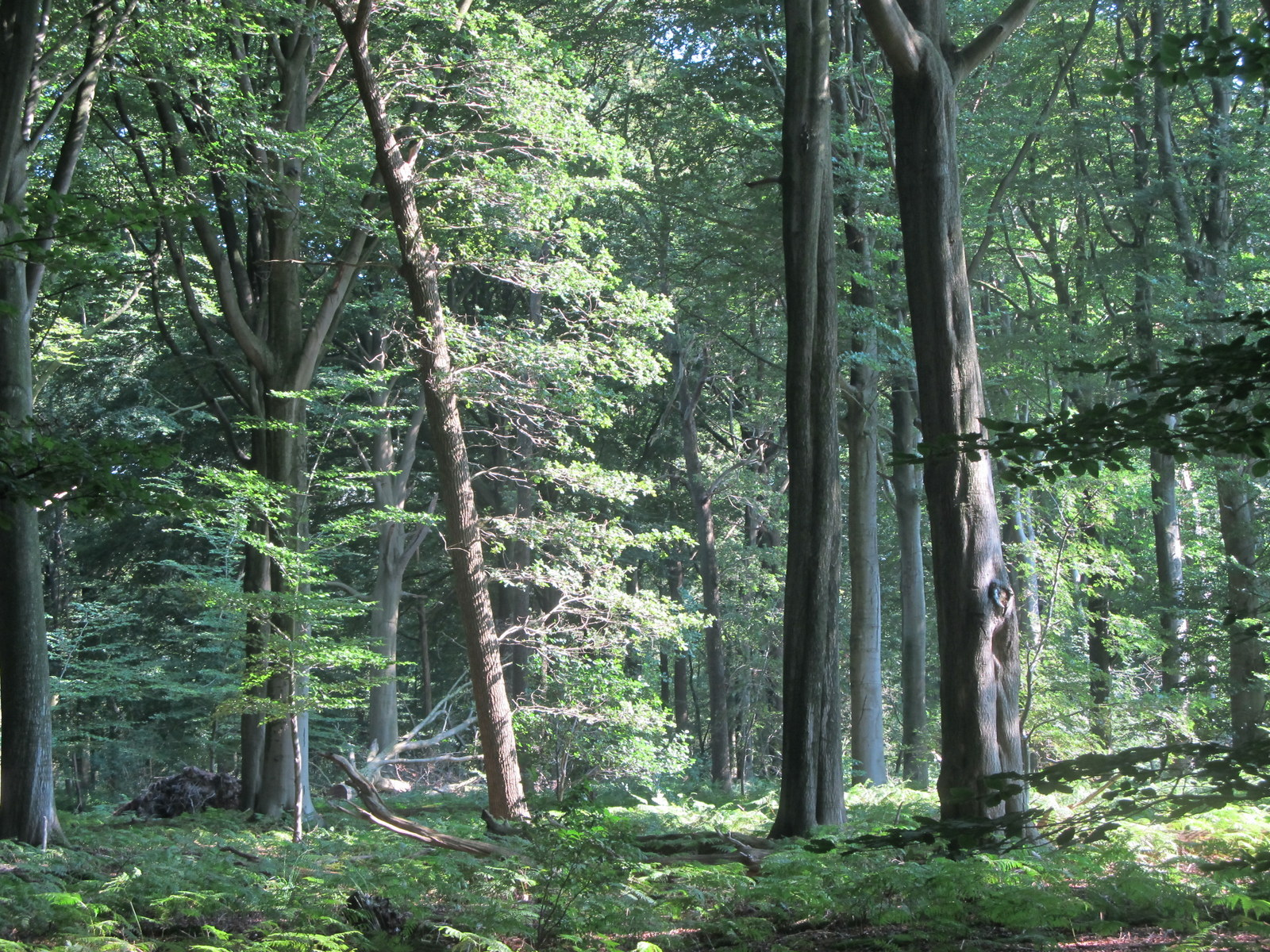
Het Leen in Eeklo

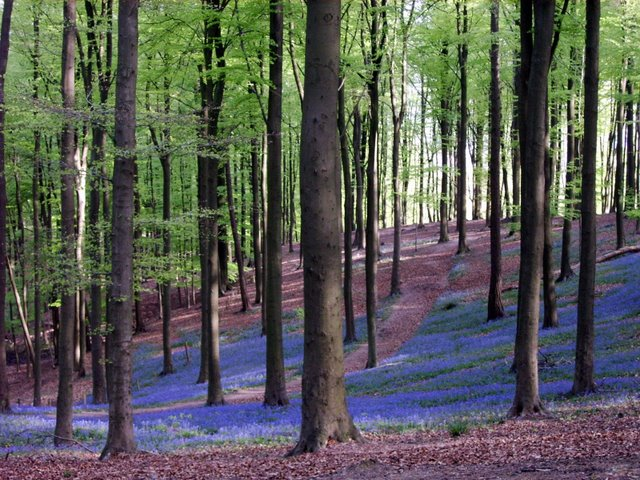
Het Muziekbos in Ronse

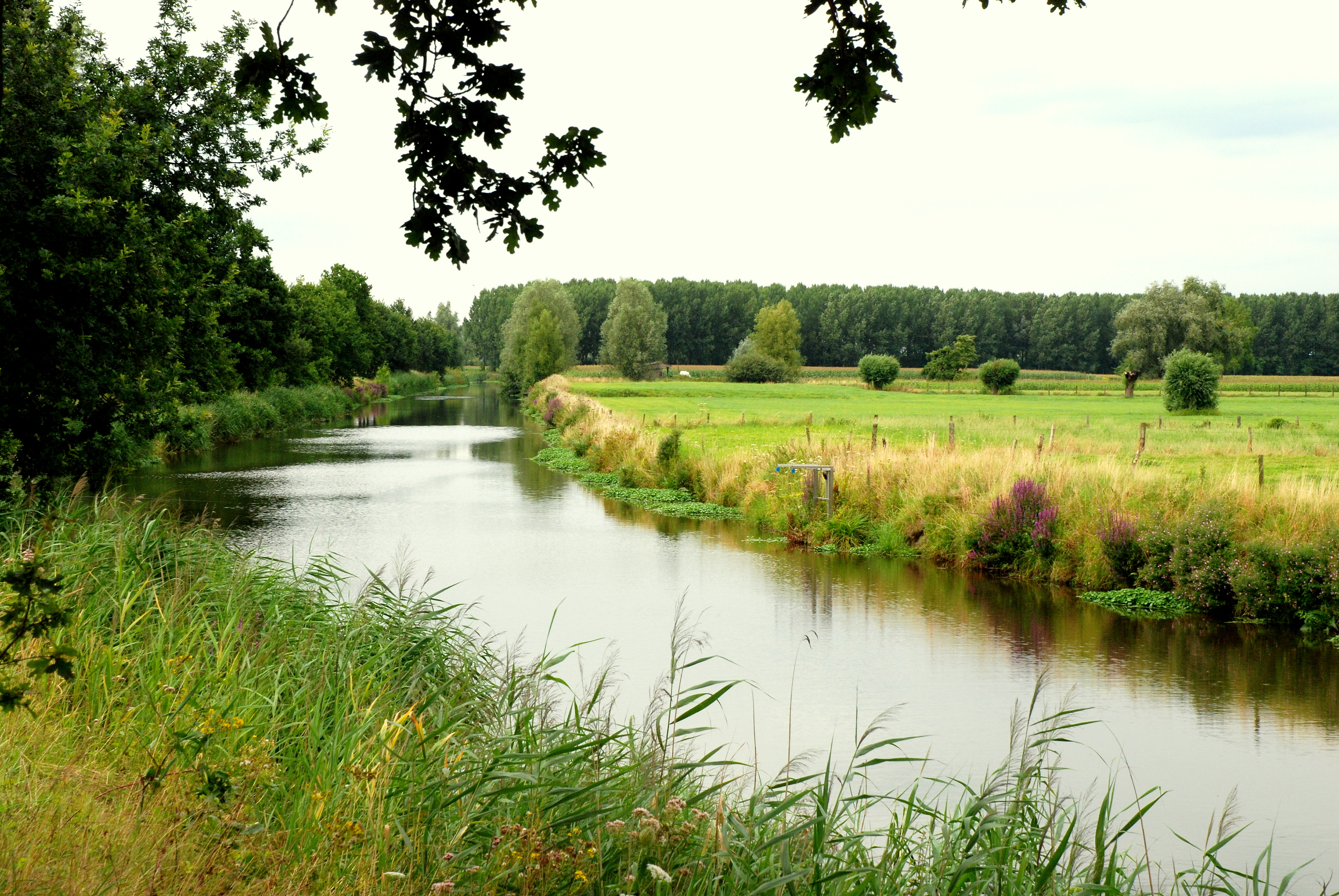
De Kalkense Meersen

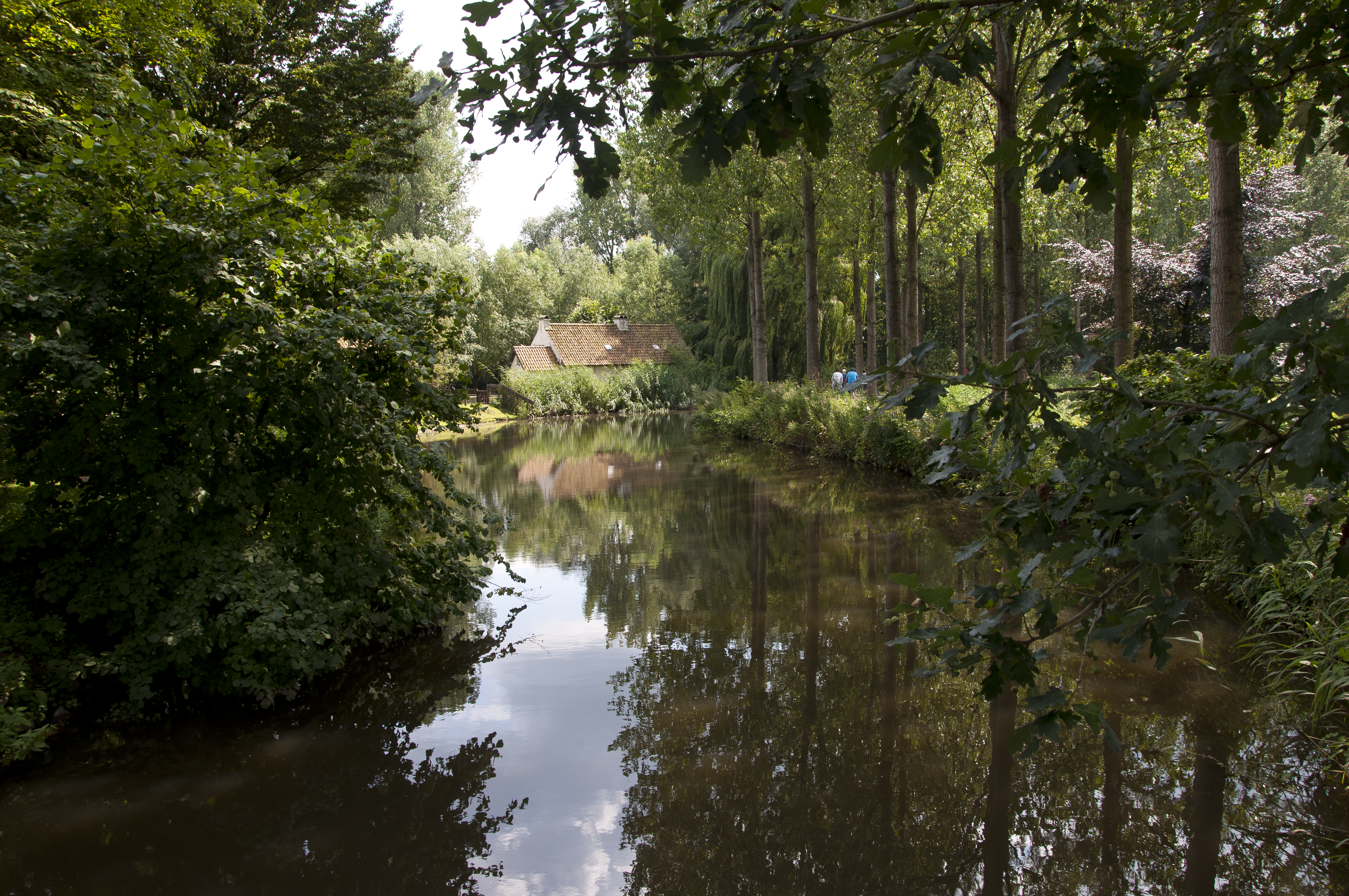
Provinciaal domein Puyenbroeck in Wachtebeke

Het landschap in de provincie is gevarieerd en er zijn heel wat natuurgebieden. De meeste gebieden zijn vlak. Enkel de Vlaamse Ardennen in het zuiden zijn heuvelachtig. Naast de provinciale domeinen die door de Provincie Oost-Vlaanderen beheerd worden zijn er natuurreservaten, beheerd door Natuurpunt, door de vzw Durme (het Molsbroek) en groengebieden beheerd door een gemeente of het Agentschap voor Natuur en Bos.

### Bossen
Het grootste aaneengesloten bos van Oost-Vlaanderen is het Drongengoedbos in het Meetjesland, waar verder een bossengordel ligt (onder andere De Vaanders, Hooggoed, Het Leen, Keigatbos, Bellebargiebos, Lembeekse bossen, Vinderhoutse Bossen, Kloosterbos, Heidebos) die doorloopt tot het Stropersbos. Ook in de Vlaamse Ardennen ligt een bossengordel (met onder andere Kluisbos, Muziekbos, Hotond-Scherpenberg, Heynsdalebos, Bos Ter Eecken, Kuitholbos, Koppenbergbos, Spijkerbos, Feelbos, Beiaardbos, Fonteinbos en Ingelbos, Kalkovenbos, Bos t'Ename, Brakelbos, Kloosterbos, Steenbergse bossen, Cotthembos, Parkbos-Uilenbroek, Duivenbos, Hasseltbos, Everbeekse bossen, Bos Nieuwenhove, Raspaillebos). In de rest van de provincie liggen nog andere bosgebieden verspreid (onder andere Fondatie van Baudelo, Buggenhoutbos, Makegemse bossen, Aelmoeseneiebos, Kluizenbos, Liedekerkebos, Kravaalbos (gedeeltelijk in Vlaams-Brabant) en Neigembos).

### Provinciale domeinen
De provincie Oost-Vlaanderen beheert een aantal Recreatiedomeinen en centra voor milieu- en natuureducatie:
- Bastion VIII[9] (Dendermonde)
- Den Blakken[10] (Wetteren) : Promotiecentrum voor sierteelt
- De Boerekreek[11] (Sint-Jan-in-Eremo): Sportcentrum aan de grootste Meetjeslandse kreek
- De Brielmeersen[12] (Deinze): recreatiedomein
- De Gavers[13] (Geraardsbergen): Recreatiedomein aan 20 hectare grote plas
- Het Gentbos[14] (Merelbeke): 22 ha natuurbos
- Hospicebossen[15] (Nazareth) : 58 ha groene omgeving
- De Huysmanhoeve[16] (Eeklo)
- De Kaaihoeve[17] (Zwalm)
- Kloosterbos[18] (Wachtebeke): 100 ha bos
- Het Leen[19] (Eeklo): 260 ha bos en arboretum
- Puyenbroeck[20] (Wachtebeke): recreatiedomein
- De Roomakker[21] (Tielrode): 12 ha natuurgebied met drie kleiputten
- De Ster[22] (Sint-Niklaas)

## Cultuur

### Taal
De officiële taal is het Nederlands. Tegen de taalgrens ligt echter de faciliteitengemeente Ronse, waar Franstaligen ook in hun eigen taal terechtkunnen.

### Dialect
De Oost-Vlaamse dialecten, vooral door de ouderen nog wel gesproken, vormen een overgangszone tussen het West-Vlaams en het Antwerps/Brabants waarbij de invloed van deze laatste twee op de plaatselijke Oost-Vlaamse dialecten soms heel sterk is. Het Gents heeft een speciale plek en wijkt redelijk sterk af van de andere dialecten.

### Media
- AVS richt op de regio's Eeklo, Gent en Oudenaarde en was de eerste regionale televisiezender in Vlaanderen. De zender werd opgericht omstreeks 1981 en heeft een zendlicentie sinds 1988. Er wordt voornamelijk regionaal nieuws uitgezonden.
- TV Oost richt zich, zoals de naam reeds doet vermoeden, op het oosten van de provincie Oost-Vlaanderen (onder andere Geraardsbergen, Dendermonde, Aalst en Sint-Niklaas) en is gevestigd te Sint-Niklaas. De zender behoort tot de mediagroep Concentra en brengt hoofdzakelijk regionaal nieuws. Tot 2 januari 2007 heette de zender Kanaal 3.
- De Gentenaar, de oudste Belgische krant die nu nog bestaat, behoort tot de mediagroep Corelio. Sinds 1959 verschijnt ze echter als dochterblad van Het Nieuwsblad.

## Religie en levensbeschouwing

### Christendom

#### Rooms-katholieke godsdienst
De provincie valt grotendeels samen met het Rooms-katholieke bisdom Gent. De bisschopszetel is gelegen in Gent. Het bisdom telt 10 dekenaten.

#### Protestantse kerk
In Oost-Vlaanderen bevindt zich de enige kern van oorspronkelijk protestantse gelovigen in Vlaanderen, namelijk in de Geuzenhoek te Sint-Maria-Horebeke. Daarnaast zijn er protestantse gemeenten in Aalst, Denderleeuw, Dendermonde, Gent (2), Geraardsbergen, Ronse en Zottegem. Alle behoren ze tot het District Oost- en West-Vlaanderen van de Verenigde Protestantse Kerk in België.

#### Anglicaanse kerk
Er zijn twee anglicaanse gemeenten in de provincie die zich beide bevinden in de stad Gent en behoren tot het Aartsdekenaat Noordwest-Europa.

### Islam
Er zijn verschillende moskeeën gevestigd in de provincie. De meeste hiervan liggen in de stad Gent. De eerste officieel erkende moskee in de provincie was de Yavuz Sultan Selim-moskee in Ledeberg die erkend werd in 2007. De meeste moskeeën zijn in de Turkse (19) en Marokkaanse (15) traditie. Daarnaast is er nog één moskee in Pakistaanse traditie. De overgrote meerderheid van de Oost-Vlaamse moslims is soenniet.

## Mobiliteit

### Openbaar vervoer
Het openbaar vervoer in de provincie Oost-Vlaanderen is vooral naar en vanuit de stad Gent georganiseerd. Zowel het busvervoer in de provincie en de steden als de Gentse tram worden geëxploiteerd door de Vlaamse Vervoermaatschappij De Lijn.
Het spoorwegvervoer wordt daarentegen op federaal niveau door de Nationale Maatschappij der Belgische Spoorwegen (NMBS) georganiseerd. Veruit het grootste station is dat van Gent-Sint-Pieters, andere belangrijke stations zijn die van Denderleeuw, Sint-Niklaas, Aalst, Dendermonde, Lokeren, De Pinte, Oudenaarde, Zottegem en Geraardsbergen.

### Wegennet
De belangrijkste autosnelwegen die de provincie doorkruisen zijn de E17 en de E40 die elkaar in Zwijnaarde kruisen, en de E34 die door het noorden van de provincie loopt. Daarnaast hebben de steden Gent (R4 en R40 (België)), Aalst (R41), Sint-Niklaas (R42) en Eeklo (R43) elk een ringweg.

## Politiek
Het provinciebestuur is gevestigd in Gent en zetelt in het Provinciehuis. Bij het station van Gent-Sint-Pieters staat het Virginie Lovelinggebouw met daarin het Vlaams Administratief Centrum (VAC) van de Vlaamse overheid. Aan het Station Aalst bevindt zich de Vlaamse Belastingdienst.

### Structuur
| Oost-Vlaanderen  | Oost-Vlaanderen  | Supranationaal         | Nationaal                         | Nationaal                 | Gemeenschap               | Gewest                    | Provincie                                      | Arrondissement                                              | Provinciedistrict                                           | Kanton                                                      | Gemeente        | District         |
| ---------------- | ---------------- | ---------------------- | --------------------------------- | ------------------------- | ------------------------- | ------------------------- | ---------------------------------------------- | ----------------------------------------------------------- | ----------------------------------------------------------- | ----------------------------------------------------------- | --------------- | ---------------- |
| Administratief   | Niveau           | Europese Unie          | België                            | België                    | Vlaanderen                | Vlaanderen                | Oost-Vlaanderen                                | Aalst, Dendermonde, Eeklo, Sint-Niklaas, Gent en Oudenaarde | Aalst, Dendermonde, Eeklo, Sint-Niklaas, Gent en Oudenaarde | Aalst, Dendermonde, Eeklo, Sint-Niklaas, Gent en Oudenaarde | 65              | -                |
| Administratief   | Bestuur          | Europese Commissie     | Belgische regering                | Belgische regering        | Vlaamse regering          | Vlaamse regering          | Deputatie                                      | Deputatie                                                   | Deputatie                                                   | Deputatie                                                   | Gemeentebestuur | Districtscollege |
| Administratief   | Raad             | Europees Parlement     | Kamer van volksvertegenwoordigers | Vlaams Parlement          | Vlaams Parlement          | Vlaams Parlement          | Provincieraad                                  | Provincieraad                                               | Provincieraad                                               | Provincieraad                                               | Gemeenteraad    | Districtsraad    |
| Kiesomschrijving | Kiesomschrijving | Nederlands Kiescollege | Kieskring Oost-Vlaanderen         | Kieskring Oost-Vlaanderen | Kieskring Oost-Vlaanderen | Kieskring Oost-Vlaanderen | Aalst-Oudenaarde Dendermonde-Sint-Niklaas Gent | 6                                                           | 6                                                           | 32                                                          | 65              | -                |
| Verkiezing       | Verkiezing       | Europese               | Federale                          | Federale                  | Vlaamse                   | Vlaamse                   | Provincieraads-                                | Provincieraads-                                             | Provincieraads-                                             | Provincieraads-                                             | Gemeenteraads-  | Districtsraads-  |

### Gouverneurs
| Nr.    | Gouverneur                                      | Ambtstermijn | Ambtstermijn | Partij | Partij                                 |
| ------ | ----------------------------------------------- | ------------ | ------------ | ------ | -------------------------------------- |
| 1      | Pierre De Ryckere (1793-1863)                   | 1830         | 1830         |        | Orangisten                             |
| 2      | Werner de Lamberts-Cortenbach (1775-1849)       | 1830         | 1834         |        | Katholieken                            |
| 3      | Charles-Ghislain Vilain XIIII (1803-1878)       | 1834         | 1836         |        | Katholieken                            |
| 4      | Pierre de Schiervel (1783-1866)                 | 1837         | 1843         |        | Katholieken                            |
| 5      | Léandre Desmaisières (1794-1864)                | 1843         | 1848         |        | Katholieken                            |
| 6      | Edouard De Jaegher (1806-1883)                  | 1848         | 1871         |        | Liberale Partij                        |
| 7      | Theodoor de T'Serclaes de Wommersom (1809-1880) | 1871         | 1879         |        | Katholieken                            |
| 8      | Léon Verhaeghe de Naeyer (1839-1906)            | 1879         | 1885         |        | Liberale Partij                        |
| 9      | Raymond de Kerchove d'Exaerde (1847-1932)       | 1885         | 1919         |        | Katholieke Partij                      |
| 10     | Maurice August Lippens (1875-1956)              | 1919         | 1921         |        | Liberale Partij                        |
| 11     | André de Kerchove de Denterghem (1885-1945)     | 1921         | 1929         |        | Liberale Partij                        |
| 12     | Karel Weyler (1870-1935)                        | 1929         | 1935         |        | Liberale Partij                        |
| 13     | Jules Ingenbleek (1876-1953)                    | 1935         | 1938         |        | Liberale Partij                        |
| 14     | Louis Fredericq (1892-1981)                     | 1938         | 1939         |        | Liberale Partij                        |
| 15     | Maurice Van den Boogaerde (1887-1956)           | 1939         | 1940         |        | Liberale Partij                        |
| [ 23 ] | Jozef Devos                                     | 1940         | 1943         |        |                                        |
| [ 24 ] | Gérard De Paep (1898-1985)                      | 1943         | 1943         |        | VNV                                    |
| [ 23 ] | Achiel Verstraete (1898-1980)                   | 1943         | 1944         |        | VNV                                    |
| (15)   | Maurice Van den Boogaerde (1887-1956)           | 1944         | 1954         |        | Liberale Partij                        |
| 16     | Albert Mariën (1896-1964)                       | 1954         | 1963         |        | Liberale Partij/PVV                    |
| 17     | Roger De Kinder (1919-1984)                     | 1963         | 1984         |        | BSP/SP                                 |
| 18     | Herman Balthazar (1938)                         | 1984         | 2004         |        | SP/sp.a                                |
| 19     | André Denys (1948-2013)                         | 2004         | 2013         |        | VLD/Open Vld                           |
| 20     | Jan Briers (1953)                               | 2013         | 2018         |        | Onafhankelijk (voorgedragen door N-VA) |
| [ 25 ] | Didier Detollenaere (1955)                      | 2018         | 2020         |        | Open Vld                               |
| 21     | Carina Van Cauter (1962)                        | 2020         | heden        |        | Open Vld                               |

### Provincieraad en deputatie
De provincieraad van Oost-Vlaanderen wordt elke zes jaar rechtstreeks verkozen. Het dagelijks bestuur is in handen van de deputatie van de provincieraad. Die bestaat uit leden verkozen door de provincieraad en wordt voorgezeten door de gouverneur, die benoemd wordt door de Vlaamse Regering.

#### Legislatuur 2024-2030
De deputatie bestaat uit 4 gedeputeerden, gevormd door een coalitie bestaande uit N-VA, CD&V en Vooruit: 
| Naam             | Partij | Partij  | Functie en bevoegdheden |
| ---------------- | ------ | ------- | --- |
| Kurt Moens       |        | N-VA    | Gedeputeerde Financiën, Facilitair beheer, Erediensten en vrijzinnigencentra, Onderwijsinstellingen, Flankerend onderwijsbeleid, Mobiliteit, Woordvoerderschap deputatie en Restbevoegdheden |
| Joke Schauvliege |        | CD&V    | Gedeputeerde Marketing en communicatie, Welzijn op het werk, POLIS, Uitleendienst, Integraal waterbeleid, inclusief toezicht op de Polders & Waterringen, Omgevingsvergunningen, Ondernemen en Innovatie (inclusief POM en Erov), Europese programma’s en Landbouw- en plattelandsbeleid (inclusief Proefcentrum en RATO) |
| Dagmar Beernaert |        | Vooruit | Gedeputeerde Patrimonium, ICT, Recreatie- en natuurdomeinen, Leefmilieu (Klimaat-, milieu- en natuurbeleid, Natuur- en Milieueducatie, PCM, Regionale Landschappen en Bosgroep), Ruimtelijke planning en Toerisme |
| David Coppens    |        | N-VA    | Gedeputeerde Personeelsbeleid, Juridische aangelegenheden en bestuurszaken, Strategie en organisatiebeheersing, PAULO en Erfgoed en erfgoedsites |

#### Legislatuur 2018-2024
De deputatie bestaat uit 4 leden, gevormd door een coalitie bestaande uit N-VA, CD&V en Groen:
| Naam              | Partij | Partij | Functie en bevoegdheden |
| ----------------- | ------ | ------ | --- |
| Kurt Moens        |        | N-VA   | Gedeputeerde Communicatie, Logistiek, Financiën, Economie, Onderwijs, Erediensten en vrijzinnigencentra, Overige hulpdiensten en Organisatiebeheersing                                                  |
| Leentje Grillaert |        | CD&V   | Gedeputeerde Vergunningenbeleid, Landbouw en plattelandsbeleid, Waterbeleid, Gemeenten, Middenstand en EROV, Toerisme, Ontwikkelingssamenwerking, Patrimonium, Interbestuurlijk beleid en Uitleendienst |
| Riet Gillis       |        | Groen  | Gedeputeerde Mobiliteit, Milieu en Natuur, Klimaat en energie, Personeel, Welzijn op het werk, Buitenlandse betrekkingen en Europese projecten, ICT en Egov en Juridische aangelegenheden               |
| An Vervliet       |        | N-VA   | Gedeputeerde Ruimtelijke planning, Erfgoed, Recreatiedomeinen en Wonen |

#### Legislatuur 2012-2018
De deputatie telt 6 leden en werd gevormd door een coalitie tussen CD&V, sp.a en Open Vld, voorgezeten door de provinciegouverneur, sinds 2020 Carina Van Cauter.
- Alexander Vercamer (CD&V)
- Martine Verhoeve (Open Vld)
- Peter Hertog (sp.a)
- Jozef Dauwe (CD&V)
- Hilde Bruggeman (Open Vld)
- Eddy Couckuyt (CD&V)

#### Voorzitters provincieraad
| Voorzitter                                | Ambtstermijn | Ambtstermijn | Partij | Partij            |
| ----------------------------------------- | ------------ | ------------ | ------ | ----------------- |
| ...                                       |              |              |        |                   |
| Hippolyte Rooma                           | 1836         | 1848         |        | Onbekend          |
| Jean-Baptiste Groverman (1794-1868)       | 1848         | 1864         |        | Liberale Partij   |
| Adolphe della Faille d'Huysse (1798-1873) | 1864         | 1870         |        | Katholieke Partij |
| Théophile Libbrecht                       | 1870         | ?            |        | Onbekend          |
| ...                                       |              |              |        |                   |
| Armand De Riemaecker (1854-1929)          | 1901         | 1922         |        | Katholieke Partij |
| Georges Van Winckel (1861-1937)           | 1922         | 1932         |        | Katholieke Unie   |
| Prosper Paul Thuysbaert (1889-1965)       | 1932         | 1936         |        | Katholieke Unie   |
| Edmond Ronse (1889-1960)                  | 1936         | 1938         |        | Katholieke Unie   |
| Edgard Van Oudenhove (1894-1960)          | 1938         | 1946         |        | Katholieke Unie   |
| Emile Claeys (1894-1984)                  | 1946         | 1957         |        | CVP               |
| Honoré Van Steenberge (1917-1994)         | 1958         | 1968         |        | CVP               |
| Robert Maréchal (1920-1992)               | 1968         | 1974         |        | CVP               |
| Valère Onselaere                          | 1974         | ?            |        | Onbekend          |
| ...                                       |              |              |        |                   |
| Albert Windey (1918-2011)                 | 1977         | 1985         |        | CVP               |
| Jan De Crem (1928-2022)                   | 1985         | 1991         |        | CVP               |
| Marc De Buck (1945)                       | 1991         | 1994         |        | VLD               |
| Piet Van Eeckhaut (1939-2014)             | 1994         | 2006         |        | sp.a              |
| Marc Lootens (1950)                       | 2007         | 2012         |        | sp.a              |
| Marc De Buck (1945)                       | 2012         | 2015         |        | Open VLD          |
| Greet De Troyer                           | 2015         | 2018         |        | sp.a              |
| Phaedra Van Keymolen                      | 2018         | 2024         |        | CD&V              |
| Joop Verzele                              | 2024         | heden        |        | CD&V              |

### Provinciaal onderwijs
De provincie Oost-Vlaanderen heeft een netwerk van scholen voor volwassenenonderwijs dat een belangrijke aanvulling vormt van andere organisaties in het onderwijs. Een van de pijlers van dit onderwijs is het Centrum voor volwassenenonderwijs Groeipunt.

## Justitie

### Assisenhof
Per provincie wordt er een assisenhof georganiseerd. Het is een rechtscollege dat belast is met het vonnissen van misdaden, politieke delicten en drukpersdelicten (uitgezonderd diegene in verband met xenofobie en racisme). Een hof van assisen bestaat uit twee afzonderlijke organen, namelijk 'het hof', dat bestaat uit een voorzitter, raadsheer in het Hof van Beroep, en uit twee assessoren (bijzitters), rechters in de rechtbank van eerste aanleg en de jury. Deze volksjury van twaalf gezworenen wordt bij elk proces opnieuw samengesteld. Tegen de uitspraak of het arrest van een assisenhof kan men niet in beroep gaan. Wel kan men in geval van procedurefouten in cassatie gaan bij het Hof van Cassatie. Procureur-generaal is Erwin Dernicourt van het gerechtelijk gebied Gent.

### Structuur
| Gebied           | Europese Unie    | België           | België           | België           | België           | Gent           | Oost-Vlaanderen | Oost-Vlaanderen             | Oost-Vlaanderen             | 23                              |                                 |                                 |                                 |
| Sociaal recht    | Hof van Justitie | Hof van Cassatie | Hof van Cassatie | Hof van Cassatie | Hof van Cassatie | Arbeidshof     | Arbeidshof      | Arbeidsrechtbank            | Arbeidsrechtbank            | Arbeidsrechtbank                | Arbeidsrechtbank                | Arbeidsrechtbank                |                                 |
| Handelsrecht     | Hof van Justitie | Hof van Cassatie | Hof van Cassatie | Hof van Cassatie | Hof van Cassatie | Hof van Beroep | Hof van Beroep  | Rechtbank van Koophandel    | Rechtbank van Koophandel    | Vredegerecht                    | Vredegerecht                    | Vredegerecht                    |                                 |
| Burgerlijk recht | Hof van Justitie | Hof van Cassatie | Hof van Cassatie | Hof van Cassatie | Hof van Cassatie | Hof van Beroep | Hof van Beroep  | Rechtbank van eerste aanleg | Rechtbank van eerste aanleg | Vredegerecht / Politierechtbank | Vredegerecht / Politierechtbank | Vredegerecht / Politierechtbank | Vredegerecht / Politierechtbank |
| Strafrecht       | Hof van Justitie | Hof van Cassatie | Hof van Cassatie | Hof van Cassatie | Hof van Cassatie | Hof van Beroep | Assisenhof      | Rechtbank van eerste aanleg | Rechtbank van eerste aanleg | Vredegerecht / Politierechtbank | Vredegerecht / Politierechtbank | Vredegerecht / Politierechtbank | Vredegerecht / Politierechtbank |